# Dějiny Izraele
Stát Izrael (hebrejsky: מדינת ישראל‎, Medinat Jisra'el) byl založen 14. května 1948 po téměř dvou tisících let židovského rozptýlení v diaspoře. Vzestup sionismu, jehož cílem bylo vytvoření židovské národní domoviny v Zemi izraelské, byl uveden do pohybu Theodorem Herzlem na 1. sionistickém kongresu v Basileji ve Švýcarsku.

## Historické pozadí

### Rané osídlení

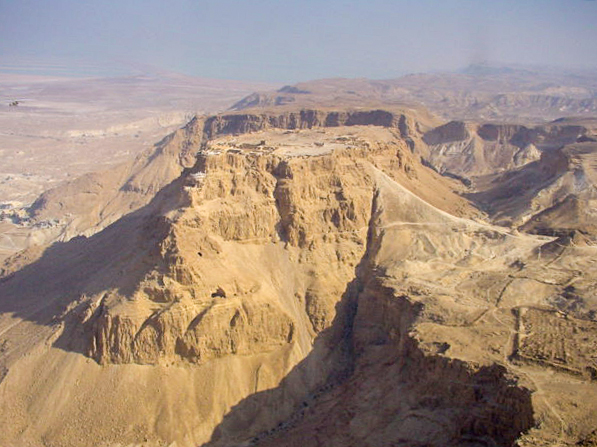
Starověká pevnost Masada

Země izraelská, hebrejsky Erec Jisra'el‎, označovaná také Palestina nebo Země zaslíbená, je pro židovský lid posvátná. Biblické pojetí historie klade počátek národa do časů jeho patriarchů: Abraháma, Izáka a Jákoba. Tradičně se toto období klade do 2. tisíciletí př. n. l. Podle Tóry přislíbil Bůh Židům Zemi izraelskou jako jejich domovinu. V této oblasti se zároveň nacházejí nejsvětější místa judaismu. První z řady izraelských království a jiných státních útvarů se zde, podle tradičních názorů, vyskytují již od 11. století př. n. l. a vládli tomuto území nesouvisle po následující tisíciletí. Podle archeologického vědeckého pojetí dějin první židé (protoizraelci) vznikli na konci doby bronzové v 13. -12. stol. z nejchudších Kanaánců. Pobřežní městské státy byly v rozkladu a byrokracie zabavovala dosud svobodným středním rolníkům půdu. Ti odcházeli z pobřežní nížiny do hor. Též městská chudina, polovzbouřenci a další. V té době na severní pahorkatině žilo asi 5 000 polokočovníků, jižní, více suché hory byly bez obyvatelstva. K žádnému vybíjení nedošlo, došlo k pokojnému usazení, splynutí a k pokusu vytvořit novou, spravedlivější společnost.
V mezidobí od židovských království až po islámskou expanzi na toto území v 7. století n. l. byla Země izraelská pod asyrskou, babylonskou, perskou, řeckou, římskou, sásánovskou a byzantskou nadvládou. Židovská přítomnost v oblasti se začala zmenšovat po neúspěšném protiřímském povstání Bar Kochby v roce 132 n. l. a následném vyhnání Židů. V reakci na protiřímské povstání také došlo ke změně názvu území, kdy římský císař Hadrianus přejmenoval Judsko po úhlavním židovském nepříteli – Pelištějcích. V latině se Pelištejci nazývali Philistäa (latinská výslovnost Palestinae), odtud pak pochází nové označení Palestina. Nejmenšího počtu židovského obyvatelstva bylo pravděpodobně dosaženo v letech 628–629 n. l., kdy byzantský císař Herakleios nařídil zmasakrování a vyhnání Židů. Nicméně i přesto zůstala na území Palestiny nepřetržitá židovská přítomnost. Přestože se většina židovské populace přesunula z judské oblasti do Galileje, nejdůležitější židovské náboženské texty, Mišna a část Talmudu, byly sepsány právě v této oblasti. Země izraelská byla dobyta okolo roku 636 při muslimské expanzi. Postupně pak tuto oblast kontrolovali po šest století Umajjovci, Abbásovci a křižáci. Poté v roce 1291 byli z Palestiny vyhnáni poslední křižáci, oblast na několik dalších století připadla pod vládu egyptského mamlúckého sultanátu. V roce 1516 se Země izraelská stala součástí Osmanské říše, která tuto oblast spravovala až do 20. století.

### Sionismus a alija
Židé žijící v diaspoře po dlouhou dobu usilovali o návrat na Sijón a do Země izraelské. Tato naděje a touha byla vyjádřena v Tóře a je ústředním motivem židovských modlitebních knih. Katolická persekuce Židů, která začala ve 12. století, vedla k stálému proudu uprchlíků, kteří se usazovali ve Svaté zemi a toto číslo velmi zesílilo poté, co byli Židé vyhnáni ze Španělska v roce 1492. Během 16. století zapustily velké židovské komunity své kořeny ve čtyřech svatých městech a v druhé polovině 18. století takřka celá chasidská pospolitost přesídlila do Svaté země.

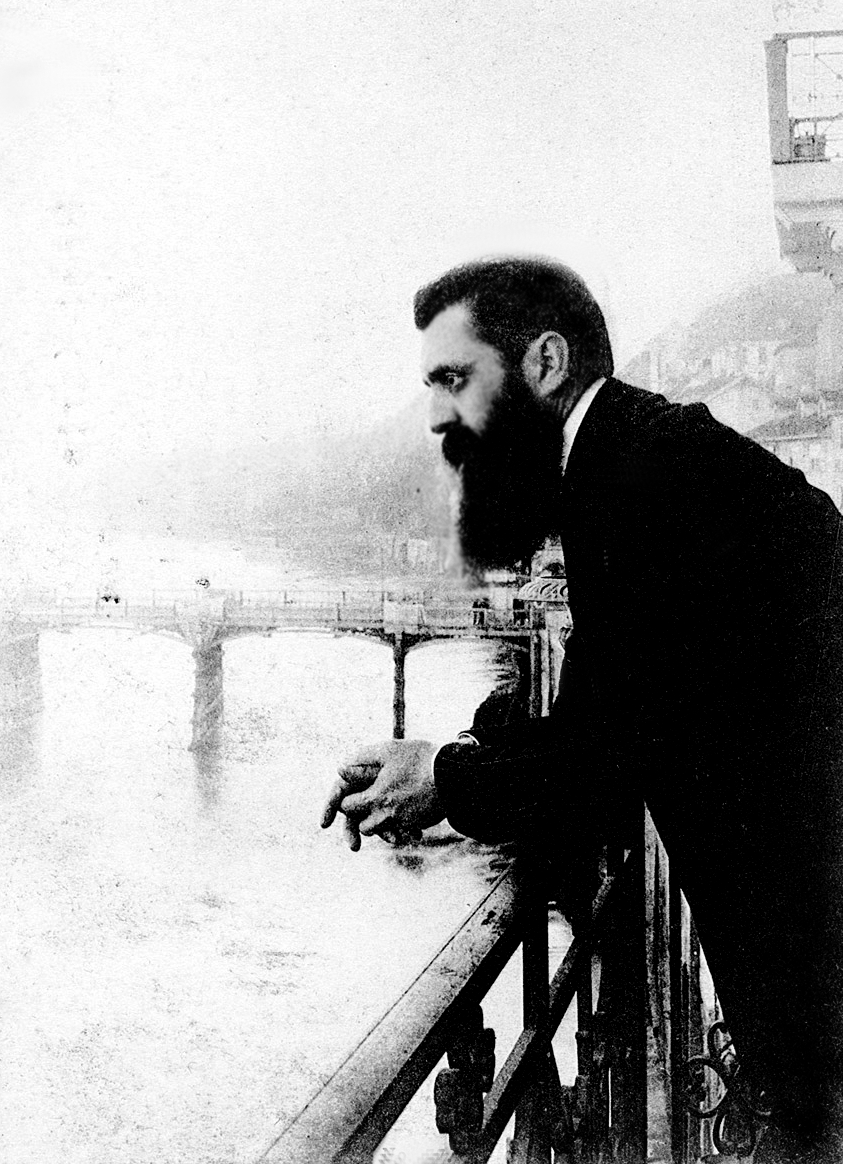
Theodor Herzl, duchovní otec sionismu a Státu Izrael

Šíření osvíceneckých ideálů během 19. století v Evropě vedlo k emancipaci Židů napříč kontinentem. Vedlo také ovšem k negativním reakcím spočívajícím ve snahách zabránit Židům získávat občanství. Nositeli těchto snah byli Evropané, kteří v Židech viděli nepřítele a neevropskou komunitu. Odpůrci židovských občanských práv sebe sami nazývali antisemity a během 19. století se jejich organizovanost zlepšovala. V carském Rusku byly vládou podporovány pogromy ve snaze odvést zlost a zášť občanů od vlády a zároveň etnicky sjednotit Rusko.
Tyto pogromy měly za následek velkou imigrační vlnu, avšak z milionů Židů, kteří opustili Rusko se do Palestiny vydala pouze malá skupina lidí. V roce 1870 byla francouzskou společností Alliance Israelite Universelle založena Mikve Jisra'el, následovaná Petach Tikva (1878), Rišon le-Cijon (1882) a dalšími zemědělskými komunitami zakládanými členy Bilu a Chovej Sijon. První velká vlna moderní imigrace, známá jako první alija (hebrejsky: עלייה‎), vypukla po protižidovských pogromech ve východní Evropě v roce 1881. V té době již existovala sionistická myšlenka, avšak až Theodor Herzl dal vzniknout politickému sionismu, hnutí, které usilovalo o založení židovského státu v Zemi izraelské a až Herzlovi se podařilo to, že se židovská otázka začala řešit na mezinárodní diplomatické úrovni. V roce 1896 nabídl Herzl svoje vize budoucího státu ve své knize Der Judenstaat (Židovský stát) a o rok později předsedal Prvnímu sionistickému kongresu, který svolal do Basileje. Sionistický kongres vyhlásil rozhodnutí „ustanovit domov pro židovský lid v Erec Jisra'el pod ochranou práva“. Hnutí před první světovou válkou učinilo malý politický postup a bylo s nevolí sledováno osmanskými vládci Svaté země.
Druhá alija (1904–1914) vypukla po pogromu v Kišiněvě. Během ní se v Palestině usídlilo na 40 tisíc Židů. Obě tyto alije obsahovaly zejména ortodoxní Židy, ale na druhé aliji bylo důležité i to, že sebou přinesla socialistické pionýry, kteří dali základ kibucnickému hnutí. Během první světové války sepsal tehdejší ministr zahraničí Spojeného království Arthur Balfour deklaraci britské vlády, známou pod názvem Balfourova deklarace, která: „...pohlíží příznivě na zřízení národní domoviny židovského lidu v Palestině...“ Spojeneckému osvobozování Palestiny z turecké vlády napomáhaly i Židovské legie. Arabský nesouhlas s židovským přistěhovalectvím přerostl v roce 1920 v násilné nepokoje, které vedly ke zformování židovské obranné organizace, která je známá pod názvem Hagana. Od Hagany se později oddělily skupiny Irgun a Lechi.

## Britský mandát Palestina

Mapa Britského mandátu Palestina (1920)

### Meziválečné období
Po první světové válce a pádu Osmanské říše svěřila Společnost národů na Pařížské mírové konferenci v roce 1919 Mandát pro Palestinu Spojenému království. Vznikl tak protektorát Britský mandát Palestina, mezi jehož hlavní cíle patřila nápomoc provedení Balfourovy deklarace z 2. listopadu 1917, která měla zaručit „zřízení národní domoviny pro židovský národ“. Za podpory agentury britské mandátní správy docházelo k masivnímu přistěhovalectví a vykupování půdy od Arabů, což mělo za následek zrod moderního arabského nacionalismu. Obyvatelstvo této oblasti bylo v té době převážně arabské, avšak Jeruzalém již v tehdejší době byl převážně židovský.
Židovská imigrace pokračovala i za třetí aliji (1919–1923) a čtvrté aliji (1924–1929), během kterých přišlo do Palestiny více než 100 tisíc Židů. Arabské nepokoje a povstání v Jaffě v počátcích Britského mandátu vedly k tomu, že Britové omezili židovskou imigraci a území pro budoucí židovský stát omezili na část západně od řeky Jordán. Vzestup nacismu v Evropě ve 30. letech vedl k páté alije a přílivu téměř čtvrt milionu Židů. Tento příliv židovských uprchlíků vedl ve druhé polovině 30. let k arabským násilnostem a povstáním, při kterých Arabové zabrali značnou část mandátu. To vedlo Velkou Británii k přehodnocení vztahu k židovskému přistěhovalectví. V roce 1939 se Velká Británie pokusila revokovat tzv. Bílou knihu, a tím zastavit proud uprchlíků, což však bylo stálým mandátním výborem Společnosti národů odmítnuto. Zavedla však následně kvóty, podle nichž byl limitován příliv židovských přistěhovalců. Tento čin se však tváří v tvář přicházející druhé světové válce a holocaustu ukázal jako fatální rozhodnutí a pro evropskou židovskou populaci jako rozhodnutí katastrofální. I přes toto omezení do Palestiny přijížděli uprchlíci v rámci ilegální aliji, tzv. Aliji Bet. Ke konci druhé světové války tvořili Židé v Palestině 33 % populace, oproti 11 % v roce 1922.

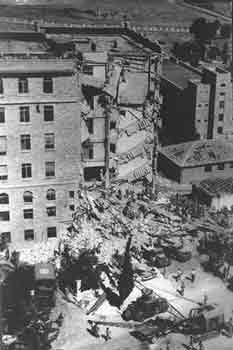
King David Hotel po explozi

### Konec mandátu a „nevyhlášená válka“
Po skončení války nehodlala britská správa svou represivní imigrační politiku jakkoli měnit, Velká Británie se totiž obávala, že uvolnění židovského přistěhovalectví by ohrozilo její přístup k arabským ropným zdrojům. Jenže evropští Židé, kteří přežili šo'a se neměli kam vrátit, a byli proto dočasně internováni v táborech pro tzv. displaced people (doslova „vyhnanci“). V těchto táborech ovšem vládly velmi obtížné podmínky, a navíc po pogromech v Polsku roku 1946 se Židé ani nechtěli vracet do svých původních domovů. Internovaní Židé tak viděli jediné východisko v imigraci do Izraele, ta ovšem musela být kvůli omezením imigrace do britského mandátu ilegální.
Britská neústupnost v otázce židovského přistěhovalectví nakonec způsobila radikalizaci Židů v mandátu. Jednotlivé židovské vojenské frakce (Hagana, Irgun a Lechi) se dohodly koordinovat svou činnost, zintenzivnily své vyzbrojování a začaly napadat britské vojenské a policejní budovy a jednotky. Britové na židovské útoky a sabotáže reagovali v červnu 1946 důkladnými raziemi a pozatýkáním části představenstva Židovské agentury (tzv. „černá sobota“). Hagana se poté rozhodla svůj postup zmírnit; Irgun a Lechi naproti tomu svou činnost zintenzivnili a jejich mnohdy teroristické útoky nakonec vyvrcholily útokem na hotel King David.

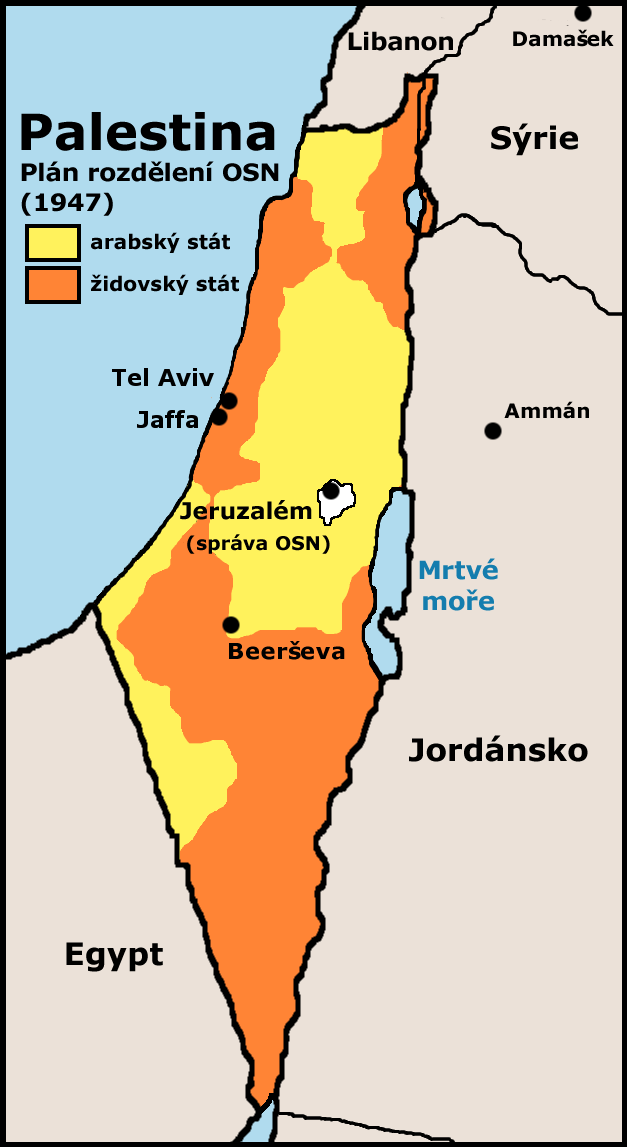
Plán OSN na rozdělení britského mandátu Palestina z r. 1947

Pokračující útoky na cíle britské mandátní správy a neúspěšné hledání východiska nakonec Velkou Británii přiměly předat celou záležitost Organizaci spojených národů, jež v květnu 1947 ustavila zvláštní komisi pro Palestinu (UNSCOP). Tato komise nakonec po několika měsících doporučila zrušení britského mandátu a vytvoření dvou nezávislých států, přičemž Jeruzalém by se dostal pod mezinárodní správu a oba státy by tvořily hospodářskou unii. Valné shromáždění OSN tento návrh 29. listopadu 1947 přijalo.
Arabové rozhodnutí OSN důrazně odmítli a ihned zahájili útoky na židovské osady. Britové, kteří se z Palestiny stahovali velmi neochotně sice Araby proti Židům zvýhodňovali (Arabskou legii dokonce vedl britský důstojník), díky ilegálnímu vyzbrojování a malé koordinaci jednotlivých arabských vojenských frakcí se však Židé dokázali těmto útokům nezřídka ubránit. Židé se snažili zejména o ubránění celé oblasti, kterou jim přiřkla rezoluce OSN, v čemž jim pomohly i československé dodávky zbraní v dubnu 1948.
Úspěchy židovských vojáků zejména v Galileji vyděsily arabské obyvatele, již začali masově opouštět své domovy. Část Židů dokonce Araby zastrašovala zcela cíleně, aby je donutila k odchodu z území budoucího židovského státu. Odcházející britská vojska se nijak nesnažila tuto „nevyhlášenou válku“ nějak mírnit, ačkoli při ní docházelo i k masakrům židovského i arabského civilního obyvatelstva.
Když 14. května (tedy den před vypršením britského mandátu v Palestině) britští vojáci opustili Jeruzalém, rozhodlo se židovské vedení vyhlásit nezávislost. Slavnostní Prohlášení nezávislosti přečetl v 16 hodin v Tel Avivu David Ben Gurion. Mezinárodního uznání se Státu Izrael vzápětí dostalo od USA i SSSR.

## Válka za nezávislost
Jelikož se Spojené království domnívalo, že by implementace Plánu OSN na rozdělení Palestiny, z jeho strany, poškodila anglo-arabské/muslimské vztahy, rozhodlo se pro stažení se z území Mandátu bez spolupráce podle rezoluce OSN, která požadovala, aby Britové předali pozvolna kontrolu nad Mandátem OSN. Datum stažení bylo naplánováno na srpen 1948, avšak nakonec byla evakuace dokončena již v květnu 1948. Po evakuaci pokračovali Britové v zadržení bojeschopných Židů na ostrově Kypr až do března 1949.
Boje začaly již před britským odchodem. Odhady počtu bojovníků na obou stranách se liší u jednotlivých historiků a nutno dodat, že v počátečních fázích konfliktu byli bojovníci především dobrovolníci. Počet vojáků nebyl z počátku statisticky monitorován, ale s pokračováním konfliktu se tento počet zvyšoval. Neexistují žádné věrohodné údaje o počtu palestinsko-arabských bojovnících, jejichž počet se pravděpodobně pohyboval kolem 10 tisíc. V květnu 1948 se počet bojovníků jišuvu pohyboval okolo 30 tisíc.
Poslední britské jednotky opustily Haifu 14. května 1948 a Židovská národní rada, pod vedením Davida Ben Guriona, vyhlásila v souladu s Plánem OSN na rozdělení Mandátu OSN, vznik Státu Izrael. Nově vzniklý stát byl bezprostředně uznán americkým prezidentem Harry S. Trumanem, jehož o několik hodin poté následoval sovětský premiér Stalin. Naproti tomu členové Ligy arabských států (Egypt, Zajordánsko, Sýrie, Libanon a Irák) odmítli rozhodnutí plánu OSN a vyhlásili nově vzniklému státu válku. Vyhlásili právo na sebeurčení palestinských Arabů nad celou Palestinou a vyčíslili, že čtvrt milionu Arabů opustilo Palestinu kvůli „sionistické agresi.“ Saúdská Arábie a Jemen rovněž vyslali své jednotky, aby podpořily tuto invazi.
Na severní frontě blokovala syrská armáda Deganiju. Jordánská Arabská legie, vedená britskými důstojníky, se zdržela invaze do vlastního Izraele a zaměřila se na okupování Západního břehu a Východního Jeruzaléma. Iráčané se drželi v oblasti sousedící se současným Západním břehem. Na jižní frontě se silám Hagany podařilo zablokovat invazi egyptských armád v oblasti Ašdodu a jednotky Irgunu zastavily Egypťany v sousedství Jeruzaléma.
29. května 1948 iniciovalo Spojené království rezoluci RB OSN č. 50, která vyhlásila embargo na dovoz zbraní do této oblasti. Toto embargo bylo nicméně porušeno Československem. Tento krok se ukázal jako zásadní v této Válce o nezávislost a umožnil Izraelcům zastavit a posléze odrazit útok nepřátelských armád u mostu Gešer ad Halom.
Počátkem června vyhlásilo OSN měsíční příměří. V tomto období začalo do Izraele přicházet velké množství židovských imigrantů, z nichž mnozí byli veteráni druhé světové války a přeživší holokaustu, aby se zapojili do nově vzniklých Izraelských obranných sil (IOS). Když došlo k obnovení bojů, Izrael již nad ostatními armádami vedl.
V březnu 1949, po mnoha měsících bojů, bylo uzavřeno trvalé příměří, které určilo vnější izraelské hranice, které vešly ve známost pod názvem Zelená linie. Po vyhlášení příměří propustilo Spojené království více než 2 tisíce Židů internovaných na Kypru a uznala existenci Státu Izrael. Izrael byl, po skončení války 11. května 1949, přijat jako člen OSN.
Tato izraelská Válka o nezávislost si vyžádala doposud nejvíce obětí v historii státu. Z celkové židovské populace zhruba 650 tisíc obyvatel, bylo během bojů zabito 6 tisíc mužů a žen, včetně 4 tisíc vojáků armády. Přesné počty arabských ztrát nejsou známy, avšak odhady mluví o 10-15 tisících.
Podle statistik OSN opustilo Izraelem ovládaná území v letech 1948–1949 na 711 tisíc palestinských Arabů. Na základě studií v izraelských archivech zjistil Benny Morris, že hlavní příčinou tohoto exodu byly vojenské útoky Hagany a izraelské armády. Rovněž potvrdil dřívější odhalení, že během prvního příměří pokračovala armáda v rámci operací Dani a Hiram v masivním vyhánění Arabů. Tyto Morrisovy závěry jsou historiky a badateli všeobecně akceptovány. Morris však rovněž dodal, že exodus byl způsoben válkou a ne plány, avšak podle něj stále existuje polemika, zda existovala či neexistovala oficiální nebo neoficiální politika, jež by za tímto vyháněním stála.
Jako důsledek této války a vzniku Státu Izrael muselo několik set tisíc Židů opustit arabské země a většina z nich byla repatriována v Izraeli.
Na konci války Egypt anektoval Pásmo Gazy a Jordánsko anektovalo Západní břeh a východní Jeruzalém, včetně Starého města. Jelikož Egypt i Zajordánsko sledovali jiné zájmy, nedošlo ke vzniku samostatného arabsko-palestinského státu, jak se mělo stát podle Plánu OSN na rozdělení Palestiny. Arabští uprchlíci, kteří opustili západní Palestinu a utekli do sousedních arabských států, byli ubytováni v uprchlických táborech a bylo jim odmítnuto právo na občanství daných států, v nichž se nacházeli.

## Konsolidace Státu Izrael

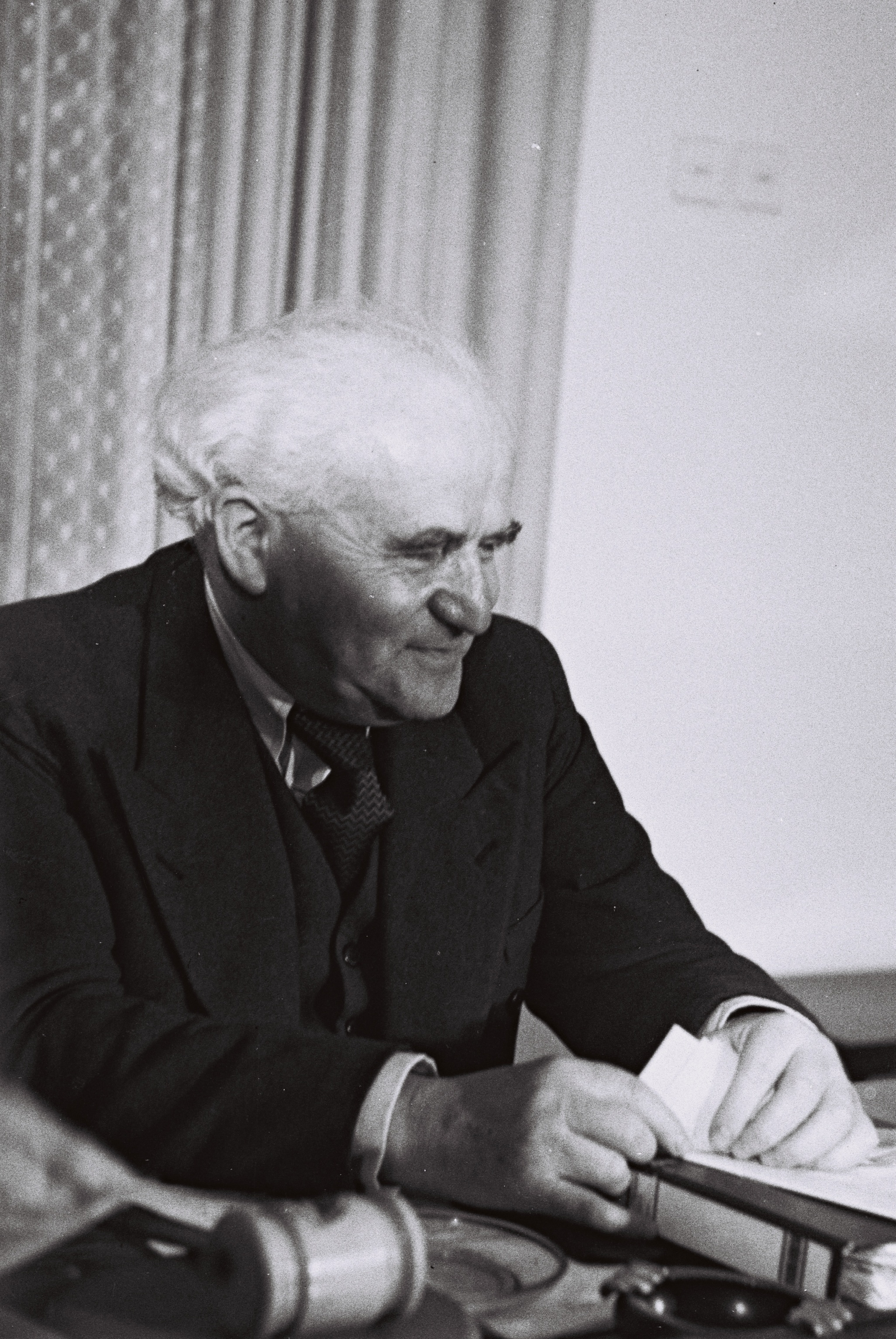
David Ben Gurion

### Principy nového státu
Po vyhlášení nezávislosti vznikla Prozatímní státní rada, byla přijata právní kontinuita s mandátní legislativou a zrušena omezení židovské imigrace. Prozatímní rada pod vedením předsedy Chajima Weizmanna začala budovat základní státní instituce: zřídila Nejvyšší soud, měnu, stanovila systém výběru daní, provedla sčítání lidu a vytvořila směrnice pro volby do Ústavodárného shromáždění. Ústavodárné shromáždění se poprvé sešlo v únoru 1949, schválilo přechodnou ústavu a zvolila Weizmanna prezidentem, který pak pověřil Ben Guriona, vůdce vítězné socialistické strany Mapaj, sestavením vlády. Ústavodárné shromáždění ani pozdější kneset ovšem nikdy ústavu nevytvořil, zejména kvůli odporu ortodoxních židů, kteří jako elementární zákon považovali Tóru a Talmud.
Stát Izrael se zakládal na principu parlamentní zastupitelské demokracie, jež se však potýkala s množstvím vážných problémů. V novém státě existoval vysoký počet různorodých politických stran, lpějících na stranickém dogmatismu, takže sestavování a udržení vládní koalice se ukázalo jako velmi obtížný úkol. Poměrně vysokého vlivu ve veřejném životě navíc dosahovaly nevládní radikální strany, zejména marxistický a prosovětský Mapam či krajně pravicový protiarabský revizionistický Cherut, jenž se snažil neustále zkompromitovat vládu (vyvolal například hysterii proti Rudolfu Kastnerovi, který byl nakonec roku 1957 dokonce zavražděn). Rozpory v izraelské společnosti se projevovaly také ve státní správě, kde přílišná politizace úředníků negativně ovlivňovala spolupráci mezi jednotlivými úřady. Administrativa navíc v počátcích států nedisponovala dostatečnými zkušenostmi, ani vhodným materiálním zázemím. Izraelské demokracii se ukázala jako nepříznivá také snaha náboženských stran přetvořit stát v teokracii, ačkoli velký podíl obyvatelstva byli sekulárními Židy. Snad nejzásadnější vadou izraelské demokracie představoval fakt, že demokratická práva se v celé své šíři přiznávala jen židovské části izraelského obyvatelstva – arabští obyvatelé byli izraelskou armádou z „bezpečnostních důvodů“ vyháněni ze svých domovů a jen zřídka se dovolali spravedlnosti u Nejvyššího soudu.

Vývoj počtu židovských imigrantů v letech 1948–2007

### Masová imigrace a ekonomická krize
Roku 1950 schválil Kneset Zákon o návratu, jenž dal všem Židům právo přistěhovat se do Izraele a stát se jeho občany. Masová imigrace ovšem začala ihned po vyhlášení státu Izrael, takže během let 1948–1953 se počet židovského obyvatelstva v Izraeli zdvojnásobil. Prioritu v přistěhovalecké politice nového státu představoval přesun Židů z internačních táborů v Německu, Rakousku, Itálii a na Kypru, přicházeli však také Židé z Balkánu a Turecka. Krom Židů, kteří přežili holokaust, představovali velkou část imigrantů také Židé z arabských zemí (zejména z Jemenu, Iráku, Libye, Sýrie a Egypta), odkud mnohdy museli prchat před protižidovskými perzekucemi a násilnostmi, jež tam propukly po vyhlášení izraelského státu. V 50. letech orientální Židé tvořili dokonce víc než polovinu židovských imigrantů, což způsobilo dramatickou změnu etnického složení izraelského obyvatelstva a jeho orientalizaci.

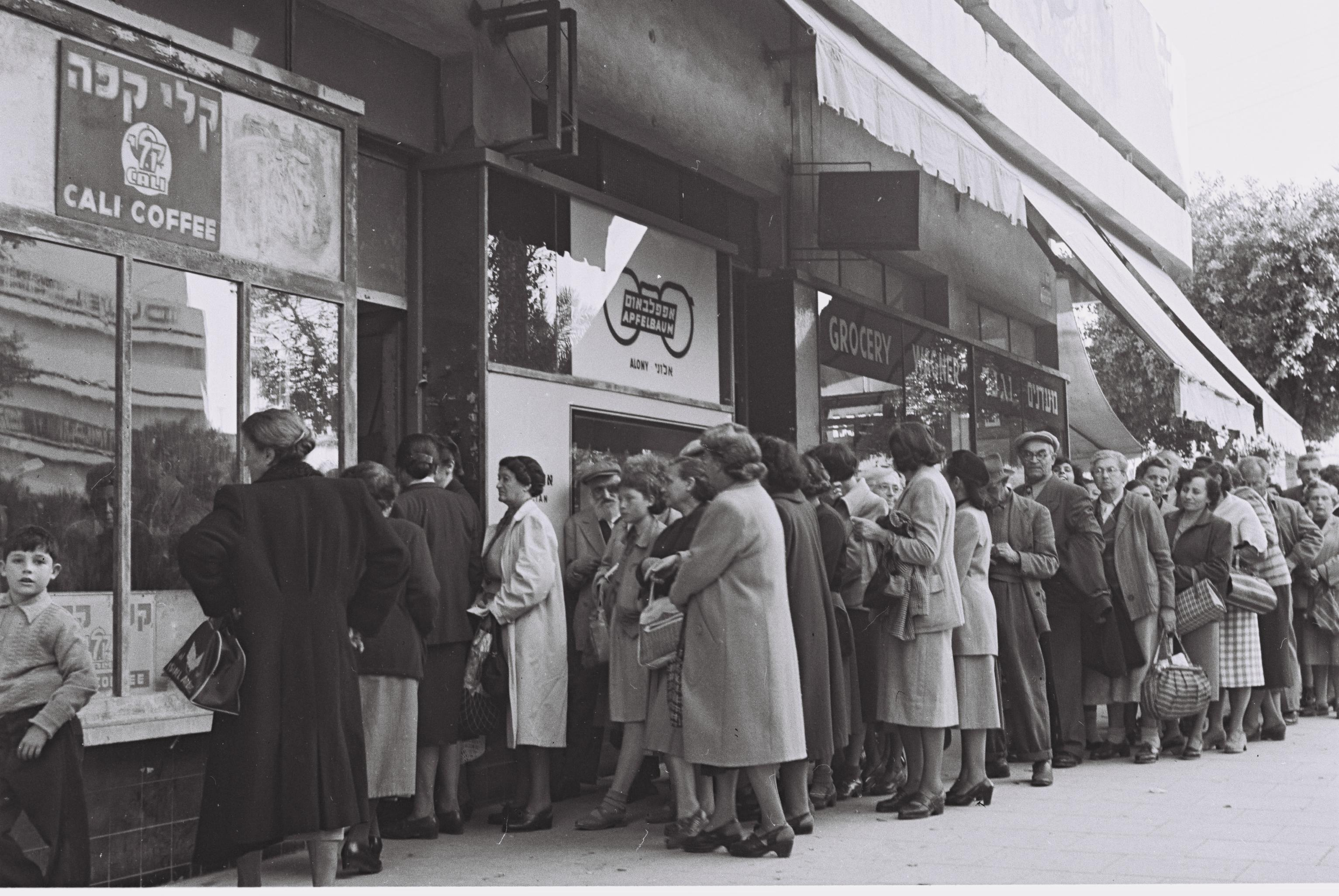
Fronta v Tel Avivu čekající na příděl potravin (1954)

Obrovský příliv přistěhovalců vytvářel pro teprve se rodící stát další obtížný úkol. Mnozí Židé se sice usadili v opuštěných arabských vesnicích, tyto kapacity však zdaleka nepostačovaly. Izrael začal budovat přechodné tábory (tzv. ma'abarot) a stavět prefabrikované panelové domy, kromě bytové krize však zapříčiňovala imigrace obrovskou nezaměstnanost. V důsledku pomalé integrace přistěhovalců vypukla roku 1950–1951 v Izraeli ekonomická krize. Stát zavedl přídělový systém, obyvatelstvo začalo demonstrovat a asi 40 tisíc Židů roku 1952 Izrael navždy opustilo. Izraelské hospodářství dokázalo uspokojit sotva čtvrtinu poptávky, takže Izrael musel zboží dovážet, takže dovoz až pětkrát převažoval nad vývozem, což vedlo k hroucení izraelské libry a rozmachu černého trhu. Roku 1952 proto izraelská vláda přistoupila k dočasnému omezení židovské imigrace a provedla ekonomické reformy, takže roku 1953 se izraelská ekonomika začala stabilizovat – také díky německým reparacím a finanční pomoci americké vlády i amerických Židů.

### Zahraniční politika
Ještě během války za nezávislost se OSN pokusila řešit vznikající problémy. Požadavek repatriace arabských uprchlíků ovšem izraelská vláda striktně odmítala a argumentovala tím, že počet arabských uprchlíků přibližně odpovídá počtu židovských uprchlíků z arabských zemí. OSN nakonec tedy vytvořila úřad pro palestinské uprchlíky (UNRWA), jenž jim měl pomoci začlenit se do společnosti v zemích, do kterých se uchýlili. Arabské vlády však s UNRWA odmítaly spolupracovat, neboť palestinští uprchlíci představovali pro arabské státy vhodný nástroj ideového boje proti Izraeli, takže činnost tohoto úřadu přinesla jen dílčí výsledky.

Tábor palestinských uprchlíků

Nejsmířlivější postoj vůči Izraeli zastával mezi arabskými představiteli jordánský král Abdulláh, jenž však byl na egyptskou objednávku roku 1951 zavražděn. Ostatní arabské státy mírová jednání odmítaly, protože mír by pro ně znamenal uznat porážku v první arabsko-izraelské válce. Napětí mezi Izraelem a jeho sousedy se projevovaly neustálými pohraničními přestřelkami, snahou arabských států odradit africké a asijské státy od diplomatických styků s Izraelem a uškodit již tak slabé izraelské ekonomice bojkotem izraelského zboží.
Ve své úporné snaze získat zbraně od kohokoli se Izrael zprvu snažil uplatňovat politiku neutrality. Rostoucí projevy antisemitismu v komunistických zemích (proces se Slánským v Československu či proces s moskevskými lékaři) a zamítání žádostí Židů o povolení k vystěhování z těchto zemí vážně narušily vztahy s komunistickým blokem. Izrael, obklopený ze všech stran nepřátelskými arabskými státy, se proto přiklonil ke Spojeným státům americkým, jehož mezinárodní politiku usilovně podporoval. Odměnou pak izraelskému státu byla americká finanční i vojenská pomoc.
Finanční krize nutila Izrael hledat všemožné finanční zdroje. Když se Izrael rozhodl vznést požadavek reparací vůči Německu, zvedla se v židovském státě vlna odporu proti vyjednávání se státem, který ještě před několika lety vyhlazoval židovský národ. Německý kancléř Konrad Adenauer vyšel izraelské veřejnosti vstříc svým prohlášením o odpovědnosti německého národa za holokaust. Izraelsko-německá vyjednávání tak mohla pokračovat a nakonec je roku 1952 završila lucemburská smlouva, ve které se Německo mimo jiné zavázalo během 14 let zaplatit Izraeli 3 miliardy německých marek.

## Suezská krize a proměna izraelské společnosti

### Suezská krize
Politické změny v Egyptě v letech 1952–1954 přivedly k moci Gamála Násira. Ten se rozhodl vnitřní egyptské problémy řešit únikem k ideologii militantního panarabismu. Izrael si byl vědom rostoucího nebezpečí, roku 1953 proto provedl reorganizaci své armády. Zároveň, po uskutečnění československých dodávek zbraní Egyptu, se Izrael usilovně snažil získat strategického spojence. Partnera nakonec našel ve Francii, jež Izraeli poskytla zbraně i odborníky na jadernou fyziku. Celá záležitost se stávala stále závažnější, zvláště když se do ní zapojil také Sovětský svaz a Velká Británie.
Po Násirově prohlášení, že znárodní Suezský průplav, a po uzavření Tiranské úžiny začala Británie a Francie vypracovávat válečný plán (čtvrtina britského importu procházela právě Suezem), do kterého po jistém váhání zapojily také Izrael. Koncem října 1956 provedla zmobilizovaná izraelská armáda výsadek na Sinajský poloostrov. Když egyptská armáda překročila Suez, poslaly Británie a Francie podle předem připraveného plánu Izraeli a Egyptu nótu, ve které požadovaly stažení vojenských jednotek ze Suezu. Když Násir tento požadavek odmítl, začalo britsko-francouzské letectvo bombardovat egyptské vojenské cíle u Suezu. Sovětský svaz se rozhodl nezasáhnout ve prospěch Egypta, a to na základě dohody se západními mocnostmi, které Sovětům slíbily nezasahovat do záležitosti Maďarského povstání. Když pomoc Egyptu odmítlo také Jordánsko a Sýrie, vydal Násir rozkaz ke stažení jednotek. Britsko-francouzské jednotky pak Suez obsadily, aby je v prosinci 1956 vystřídaly jednotky OSN (UNEF). V lednu 1957 vydalo Valné shromáždění OSN rezoluci, ve které OSN garantovala otevření Tiranské úžiny a požadovala izraelskou evakuaci ze Sinaje. Když se Izrael stáhl, obsadily Sinaj jednotky OSN. Zákaz plavby izraelských plavidel v Suezu nicméně trval dále.

### Vnitropolitická krize a přestavba politických stran
Události spojené se suezskou krizí měly vážné důsledky na izraelské vnitropolitické scéně. Před vypuknutím války rostlo napětí mezi náčelníkem generálního štábu Moše Dajanem a ministrem obrany Pinchasem Lavonem. Dajan záměrně neinformoval Lavona o závažných skutečnostech. Roku 1953 uskutečnil teroristickou akci izraelské rozvědky v Egyptě, která měla vypadat jako akce panarabských radikálů. Operace se však nepovedla a totožnost izraelských agentů se prozradila, což vyvolalo pobouření mezinárodního společenství. Dajan ovšem u soudu veškerou vinu svalil na Lavona, ačkoli ten o akci nebyl předem informován. Lavon byl nakonec donucen k rezignaci. Roku 1960 se objevily dokumenty, jež naznačovaly na jisté rozporuplnosti. Při bližším zkoumání se ukázalo, že vystrnadění Lavona z ministerstva obrany se zakládalo na vykonstruovaných obviněních. Vzniklá Lavonova aféra vedla k prudkému poklesu důvěry v tehdejšího premiéra Ben Guriona, jenž roku 1953 vystřídal Lavona na ministerstvu obrany a jenž se Dajana zastával.
V nastalé krizi se projevil také rozpor mezi generací „stařešinů“ (Levi Eškol, Golda Meirová, Moše Šaret) a mladší ambiciózní generací (Moše Dajan a Šimon Peres, nad nimiž držel ochrannou ruku Ben Gurion). Roku 1963 nakonec Ben Gurionova vláda podala demisi a Mapaj ze svých řad vyloučila Dajana a Perese. Roku 1965 nakonec Ben Gurion ze strany Mapaj odešel a s ním i všichni jeho přívrženci, kteří založili stranu Rafi. Nová strana si kladla za cíl modernizaci státu, opuštění socialismu a snížení vládních zásahů do ekonomiky. Ve stejném roce proběhly volby, ve kterých zvítězil Mapaj. Během následujících tří let se však „stařešinský“ Mapaj zreformoval a rozpory mezi jednotlivými stranami se zmírnily natolik, že roku 1968 došlo ke sjednocení stran Mapaj, Achdut ha-avoda a Rafi do strany Izraelská strana práce (známá také jako Avoda). Záhy se ke vzniklé straně připojil také Mapam.

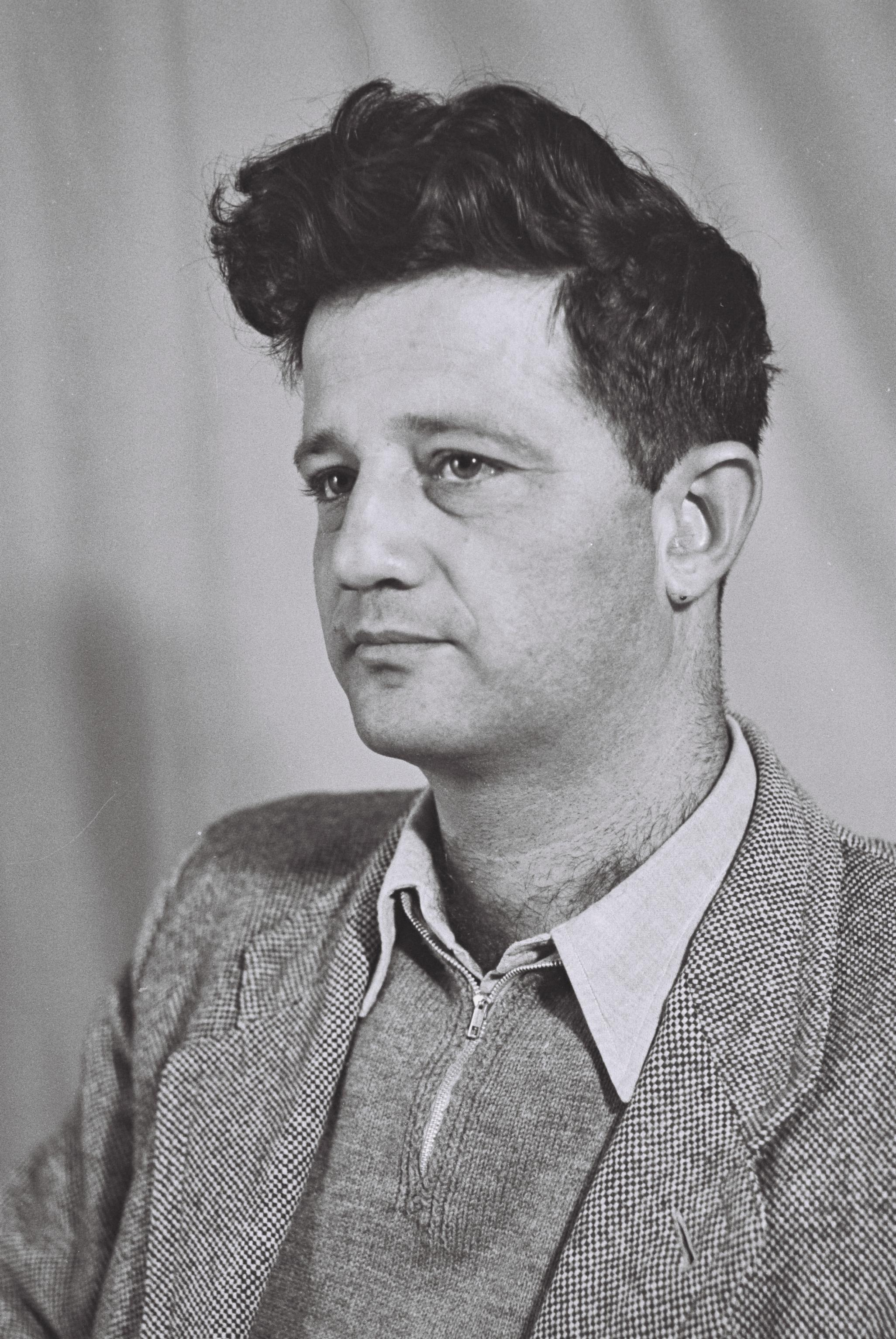
Jizhar Smilansky, jeden z izraelských spisovatelů upozorňujících na postavení izraelských Arabů

### Hospodářský a společenský rozvoj
V polovině 50. let začalo izraelské hospodářství po období krize zažívat vzestup. Zemědělství již bylo schopno produkovat dostatečné množství potravin. Pro jeho další rozvoj však bylo potřeba vyřešit problém se zásobování vodou – do roku 1964 se budoval národní vodní rozvaděč, který zásoboval celou zemi vodou z Galilejského jezera. Otevření Tiranských úžin během Suezské krize umožnilo Izraeli exportovat přes přístav v Ejlatu nerostné suroviny z Negevu. Zlepšovaly se také technologie a marketing. V důsledku rostoucí životní úrovně, opouštění dobrovolnictví a rozvoje kapitalistických mechanismů Izraelci stále více opouštěli ideologii socialismu.
Překonání ekonomické krize umožnilo přijmout do země další židovské přistěhovalce, zejména ze severní Afriky, Polska, Maďarska a Rumunska. Lepšící se životní podmínky se dotkly také izraelských Arabů, jejichž počet se v letech 1949–1966 díky menší dětské úmrtnosti zdvojnásobil. Arabské obyvatelstvo nicméně nepožívalo rovných práv jako Židé, neměli rovné mzdové podmínky a židovská podezřívavost vůči nim byla stále vysoká. Slyšeli proto na program izraelské komunistické strany Maki. Velké naděje Židé vkládali do rozvoje arabského vzdělávání. Vzdělaní Arabové ovšem brzy začali ve svých textech vyjadřovat nenávist vůči židovskému státu. Nová izraelská generace dokázala nahlížet na arabsko-izraelskou problematiku z jiného úhlu, než jejich otcové. Sionistickou doktrínu mladí Izraelci často již plně nepřijímali a odmítali chápat boj mezi Izraelci a Araby jako na boj mezi dobrem a zlem.

### Eichmann a zlepšující se vztah s Německem
Roku 1960 se izraelskému Mosadu podařilo vypátrat Adolfa Eichmanna, jenž za druhé světové války řídil „konečné řešení židovské otázky“, a unést jej z Argentiny (OSN únos odsoudila jako porušení suverenity Argentiny). Izraelský soud po několika měsících nakonec Eichmanna odsoudil k trestu smrti, který byl vykonán roku 1962 (jednalo se o jediný trest smrti za celou dobu existence Izraele).
Proces vedl k prohloubení vztahů s Německem, kterému vládl Konrad Adenauer, jenž se snažil Izraelce přesvědčit o tom, že nové Německo je zcela jiné než Hitlerovo. V praktické rovině se to projevilo tajnými německými dodávkami zbraní Izraeli a navázáním diplomatických styků mezi oběma zeměmi.

## Šestidenní válka a expanze Izraele

### Šestidenní válka
I přes prohru v suezské krizi Násirova pozice zůstala silná a proegyptský režim vládl od roku 1958 také v Jordánsku. V Sýrii proběhlo několik převratů, pučisté však neměli příliš silnou podporu obyvatelstva, a tak se ji snažili získávat militantní protiizraelskou rétorikou. Využívali také palestinských uprchlíků, kteří vytvořili roku 1964 Organizaci pro osvobození Palestiny (OOP), jež začala podnikat nájezdy na izraelské území. Prostředky a zbraně získávaly arabské státy zejména od Sovětského svazu.

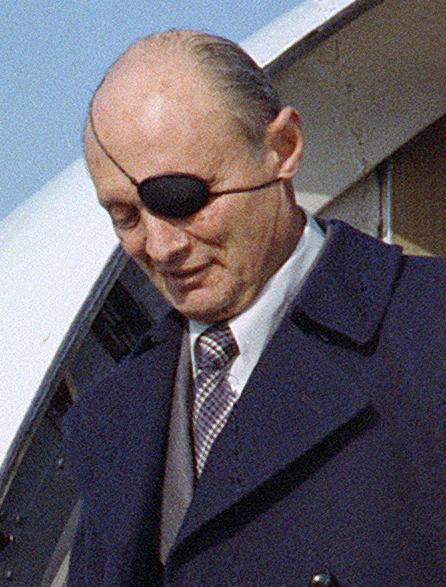
Moše Dajan, jmenovaný novým ministrem obrany jen několik dní před vypuknutím války

V květnu 1967 egyptské vojsko překročilo Suez a vyzvalo jednotky OSN, aby se ze Sinaje stáhly. Protože jednotky OSN výzvu uposlechly, vyhlásil Izrael úplnou mobilizaci. Koncem měsíce vznikl egyptsko-jordánsko-syrsko-irácký vojenský pakt a arabské státy začaly přesouvat k izraelským hranicím své jednotky. 5. června 1967 se proto Izrael rozhodl zaútočit, zničil celé egyptské letectvo a během šesti dnů obsadil Pásmo Gazy, Sinajský poloostrov, Západní břeh Jordánu a Golanské výšiny.
V následujících letech pokračovaly boje mezi izraelskými a egyptskými jednotkami, které se opevnily u Suezu. Tato opotřebovací válka trvala do roku 1970, kdy zesnulého Násira nahradil v čele Egypta Anvar as-Sádát. Sadat zastavil pohraniční boje s Izraelem a roku 1972 vypověděl ze země sovětské vojenské poradce, kteří získávali v jeho zemi přílišný vliv.
Další operace izraelská armáda prováděla úspěšně proti jednotkám Fatahu na okupovaných územích, odkud se musely stáhnout do palestinských uprchlických táborů v Jordánsku. Po pokusu Fatahu destabilizovat vládu v Jordánsku je jordánská armáda vyhnala do Sýrie a Libanonu, kde si Fatah vybudoval v palestinských uprchlických táborech pevnou základnu. Nejvážnějším teroristickým útokem Fatahu se v následujících letech stala vražda izraelských sportovců na mnichovské olympiádě roku 1972.

### Okupovaná území
Na obsazených územích Izrael zavedl vojenskou správu, která se snažila přesvědčit arabské představitele o výhodnosti spolupráce s izraelskou správou; izraelská správa například poskytovala materiální podporu těm arabským obcím, které byly ochotny spolupracovat. Tato strategie byla úspěšná, takže radikální protiizraelské uskupení nezískala na těchto územích většího vlivu. Izrael na Západním břehu ponechal v platnosti jordánské zákony a dovoloval svobodný pohyb mezi Západním břehem a Jordánskem.
Získání nového území povzbudilo sionistické maximalisty, kteří si přáli Izrael o co největší rozloze, Izrael jehož nedílnou součástí by bylo Judsko a Samaří, srdce historického izraelského národa. Umírnění expanzionisté (například Dajan, který měl jakožto ministr obrany správu obsazených území na starosti) měli na paměti jistá bezpečnostní rizika plynoucí z obsazení čistě arabského území. Východisko proto spatřovali v židovské kolonizaci těchto oblastí. Zejména představitelé izraelské inteligence (spisovatelé Arje Eli'av či Amos Oz, historik Ja'akov Talmon) však upozorňovali na morální rozměr okupace a na práva Arabů.

## Jomkipurská válka a obrat doprava

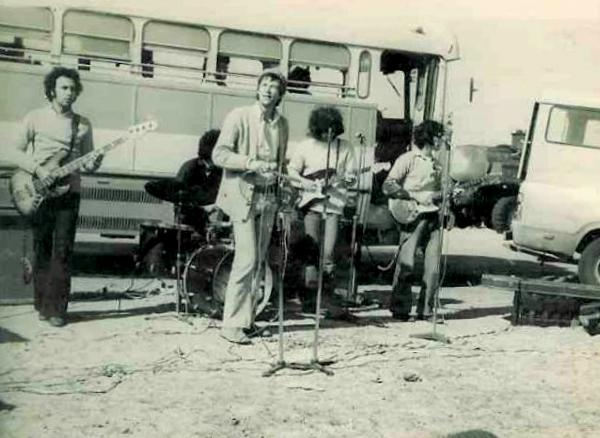
Arik Einstein při představení izraelským vojákům při Jomkipurské válce

### Jomkipurská válka
Úspěchy v šestidenní válce a při integraci okupovaných území vyvolal v Izraeli falešný pocit bezpečí. Váleční hrdinové šestidenní války vstupovali do politiky; důležitým počinem se stalo sjednocení středopravicových stran do Likudu pod vedením generála Ariela Šarona. Samotná armáda však zastarávala a její vedení nabylo jistoty, že Egypt a Sýrie se chystají s pomocí SSSR na novou válku, až ve chvíli, kdy bylo téměř pozdě. Když 6. října 1973 egyptské a syrské vojsko zahájilo útok, Izrael jej zastavil až po několika dnech s velkým vypětím sil a za cenu těžkých ztrát. Nakonec se podařilo pro Izrael nepříznivý vývoj zvrátit a izraelské vojsko začalo pronikat za hranice Sýrie i Egypta. Boje koncem října 1973 utichly a Izrael dokázal uhájit svou existenci, byť za cenu svých obrovských ekonomických škod. Při vyjednávání sehrál zásadní roli americký státní sekretář Henry Kissinger, jenž zprostředkoval egyptsko-izraelskou dohodu i syrsko-izraelskou dohodu o vytvoření nárazníkových pohraničních pásem.

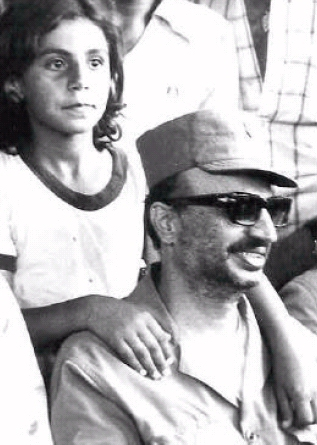
Vůdce OOP Jásir Arafat roku 1974 v palestinském uprchlickém táboře v jižním Libanonu

### Podlomené sebevědomí
Po válce vznikla komise, jež roku 1974 vydala zprávu, která svalila téměř všechnu odpovědnost za nepřipravenost na válku na armádní důstojníky. Sejmutí odpovědnosti z politiků však vyvolalo pobouření veřejnosti, jež si nakonec vymohla rezignaci premiérky Goldy Meirové. Novým premiérem i předsedou Strany práce se stal Jicchak Rabin.
Výdaje na válku Izrael obrovsky vyčerpaly, bilance zahraničního obchodu se propadla, prudce vzrostl zahraniční dluh a vzrostla také inflace. Vláda reagovala zvýšením daní a omezením státních subvencí, což ovšem vyvolalo vlnu stávek. Tento vývoj aktivizoval palestinské Araby, kteří začali podnikat v Gaze a na Západním břehu bombové útoky proti izraelským cílům. Vzrostla rovněž aktivita Fatahu a LFOP proti izraelským civilistům, na což izraelská armáda odpověděla bombardováním povstaleckých základen v Libanonu. Tyto základny však byly umístěny uvnitř uprchlických táborů, takže při těchto bombardováních zahynulo také mnoho civilistů, což vyvolávalo mezinárodní sympatie vůči OOP, která si stanovila za cíl vytvoření „demokratického světského palestinského státu“. Vůdce OOP Jásir Arafat dokonce mohl vystoupit v OSN, jehož generálním tajemníkem byl tehdy Kurt Waldheim, jenž byl později obviněn z účasti na válečných zločinech během druhé světové války. Roku 1975 OSN vydala rezoluci označující izraelskou správu okupovaných území za „rasistickou“.
Na stranu Izraele se v tomto obtížném mezinárodním postavení jednoznačně postavily Spojené státy, které poskytly Izraeli finanční pomoc. Roku 1975 uzavřelo s Izraelem hospodářskou smlouvu také Evropské hospodářské společenství. Kromě této zahraniční pomoci zvedlo sklíčené izraelské sebevědomí úspěšné osvobození izraelského letadla uneseného palestinskými teroristy roku 1976.

### Obrat doprava
Ekonomická krize se však ani ještě několik let po válce nedařilo překonat, státní dluh dále rostl, navíc se množily případy korupce a skandály okolo státních financí. Do jednoho skandálu se zapletl i Rabin, jenž musel roku 1977 rezignovat. Následné předčasné volby přinesly v izraelské politice zásadní obrat – novou vládu sestavil Menachem Begin, vůdce vítězné pravicové strany Likud. Vládní koalici tvořily také náboženské strany, prosazující politiku osadnictví. Begin zprvu prosazoval liberalizaci hospodářství, pokračující ekonomické problémy a obavy z poklesu popularity jej však odvedly od reformnímu úsilí k laciným populistickým opatřením.
Ještě před sestavením nové vlády náboženští kolonisté zintenzivnili kolonizaci okupovaných území. Konfiskace arabské půdy nakonec vyvolaly roku 1976 arabskou generální stávku. Nová vláda zaujala vůči arabským projevům odporu na rozdíl od předchozích levicových vlád nekompromisní postoj a tvrdě je potlačovala. Vláda navíc redukovala pomoc arabskému obyvatelstvu, radikálním Arabům upíralo právo studovat na izraelských univerzitách a intenzivně podporovala židovskou kolonizaci okupovaných území. Tento represivní přístup ovšem palestinské obyvatelstvo ještě více radikalizoval.

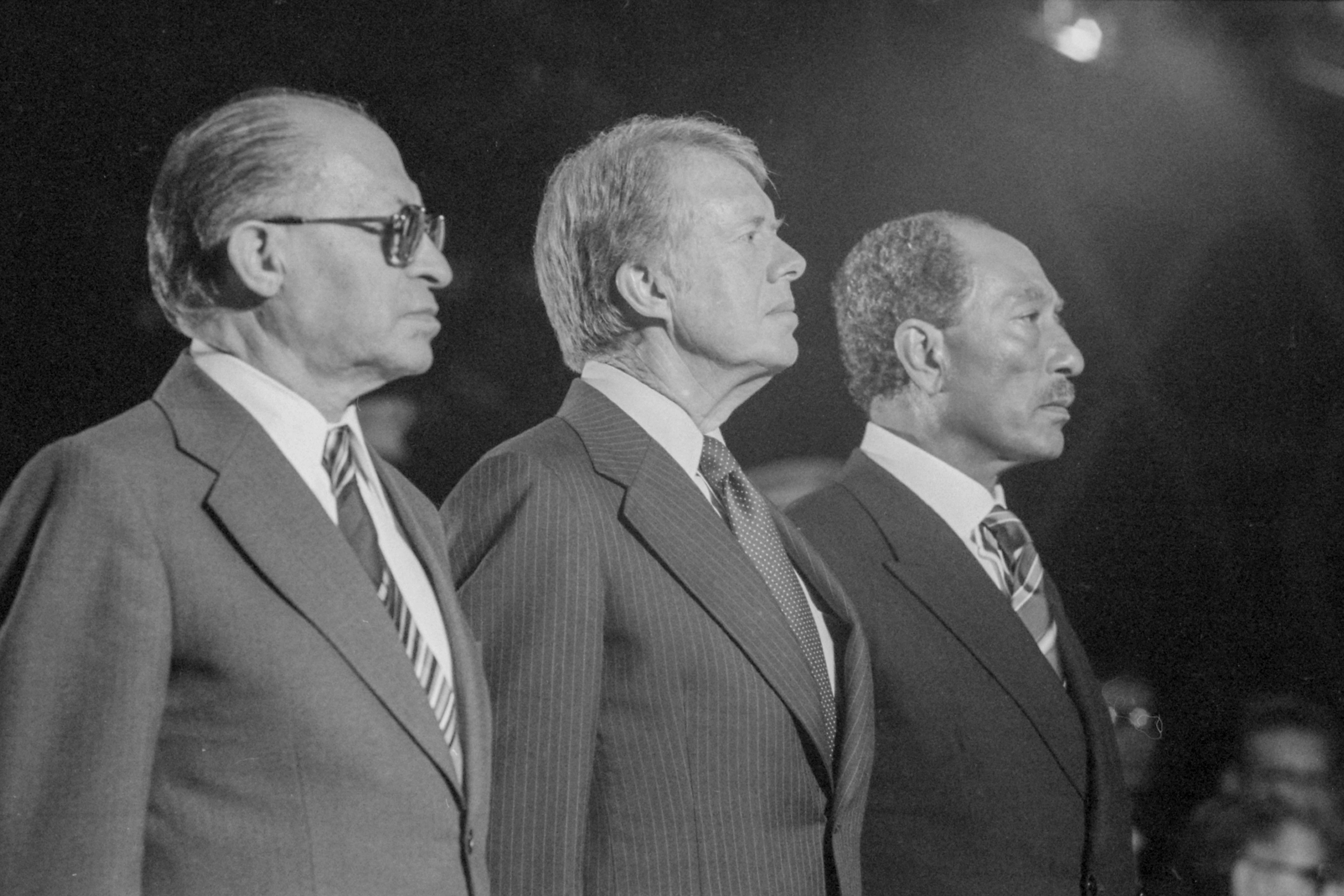
Menachem Begin, Jimmy Carter a Anwar Sadat při vyjednávání míru v Camp Davidu roku 1978.

### S Egyptem mír, vůči Palestincům represe
Prohlubující se ekonomická krize a neúspěch válečného řešení problému přivedl egyptského prezidenta Sadata k zintenzivnění snah o uzavření míru s Izraelem. Vyjednávání začala roku 1977 a skončila roku 1979 podepsání mírové smlouvy Sadatem a Beginem v Bílém domě. Izrael se zcela stáhl ze Sinaje a předal jej Egyptu, který na oplátku přiznal Izraeli právo průjezdu Suezským průplavem i Tiranskými úžinami a zavázal se redukovat počet vojáků na polovinu.
Při uzavírání egyptsko-izraelské smlouvy Begin dokázal oddělit problém Sinaje od problému Západního břehu, kde proto mohl dále pokračovat v politice osídlování. Ačkoli proti židovské kolonizaci okupovaných území se ozývaly na vnitropolitické i mezinárodní scéně varovné a kritické hlasy, Beginova vláda od represí vůči Arabům a OOP neustoupila. OOP a další militantní organizace získávaly nyní přívržence nejen v uprchlických táborech v arabských státech, nýbrž také na územích okupovaných Izraelem. Napětí na Západním břehu rostlo, až roku 1982 přerostlo ve vlnu nepokojů a teroristickým útokům ze strany radikálních Arabů i fanatických Židů.

## První libanonská válka a pokračující krize

### První libanonská válka
Libanonská maronitská (křesťanská) vláda se kvůli obavy z narušení křehké rovnováhy mezi jednotlivými náboženskými skupinami a strachu z ohrožení své pozice bránila integraci palestinských uprchlíků do libanonské společnosti. Těžko únosné podmínky v uprchlických táborech naklonily mnohé palestinské uprchlíky na stranu OOP, která se snažila zlepšit jejich sociální a pracovní podmínky. OOP nakonec získala na jihu Libanonu takovou moc, že libanonská vláda ztratila nad touto oblastí zcela kontrolu, takže nemohla zabránit ani útočným vpádům Palestinců do Izraele. V polovině 70. let začala situace v jižním Libanonu nabývat charakteru občanské války mezi Palestinci a křesťanskými falangisty, do níž zasáhla také propalestinská Sýrie, jejíž vojska jižní Libanon obsadila. Po izraelské operaci Litani byla sice syrská armáda nahrazena jednotkami OSN (UNIFIL), ani ty však podobně jako libanonská vláda nedokázaly zabránit odpalování palestinských raket na izraelské území, roku 1981 se navíc syrské vojsko do Libanonu vrátilo.

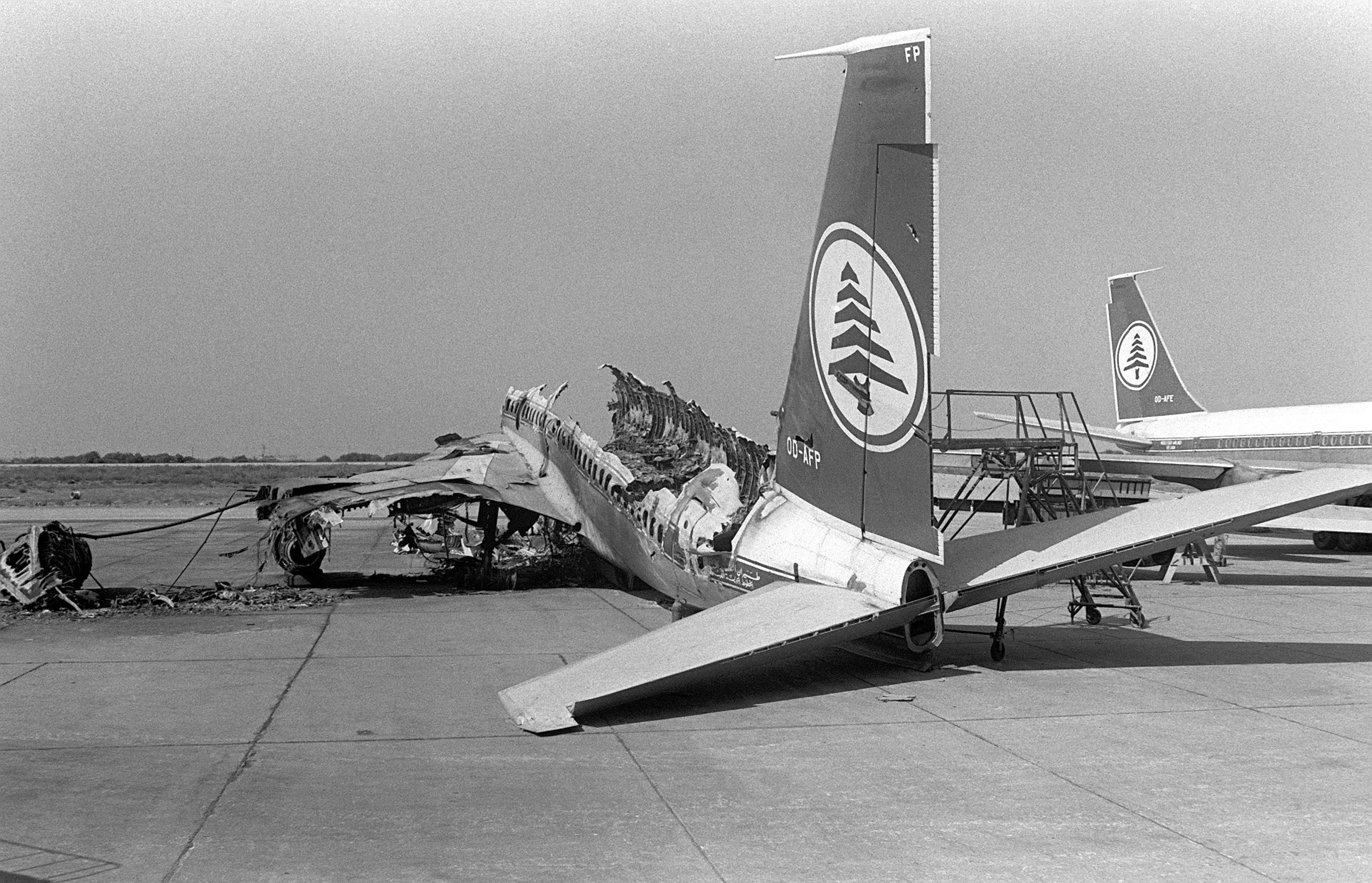
Jeden ze symbolů izraelské invaze do Libanonu: zničená letadla na bejrútském letišti

Izrael se proto snažil rozdrtit pozice OOP a vliv Sýrie v Libanonu. Záminkou k vojenskému útoku se stal útok OOP na izraelského velvyslance v Londýně 3. června 1982. Ministr obrany Ariel Šaron prosadil kromě vzdušného útoku také pozemní invazi, jež rychle vytlačila syrská vojska ze strategických oblasti, takže již 13. června Izraelci dosáhli Bejrútu a začali s jeho masivním ostřelováním a obsazováním. To sice donutilo představitele i vojáky OOP uprchnout do Tuniska, zároveň si však takový způsob boje vyžádal těžké civilní ztráty. Příliš tvrdý postup Beginovy vlády vyvolal nejen pobouření mezinárodní, nýbrž také izraelské veřejnosti – v Tel Avivu demonstrovalo proti pokračování izraelské invaze 100 000 lidí. Šaron ovšem neustoupil, naopak po zavraždění libanonského prezidenta Bašíra Džamáíla 14. září 1982 přitvrdil. Umožnil křesťanským falangistům vstoupit do palestinských táborů Sabra a Šatíla, jež byly obklíčeny izraelskou armádou. Ačkoli Begin i Šaron měli informace o tom, že falangisté provádí v táborech masakr, zasáhli až po několika dnech. Na základě vyšetřování komise, jíž předsedal nejvyšší izraelský soudce, byl nucen Šaron opustit post ministra obrany. Nový ministr Moše Arens pak nařídil stažení izraelských vojsk z některých oblastí, ačkoli palestinské útoky na izraelské území a syrská vojenská přítomnost v Libanonu dále pokračovaly.

### Hledání cesty z krize

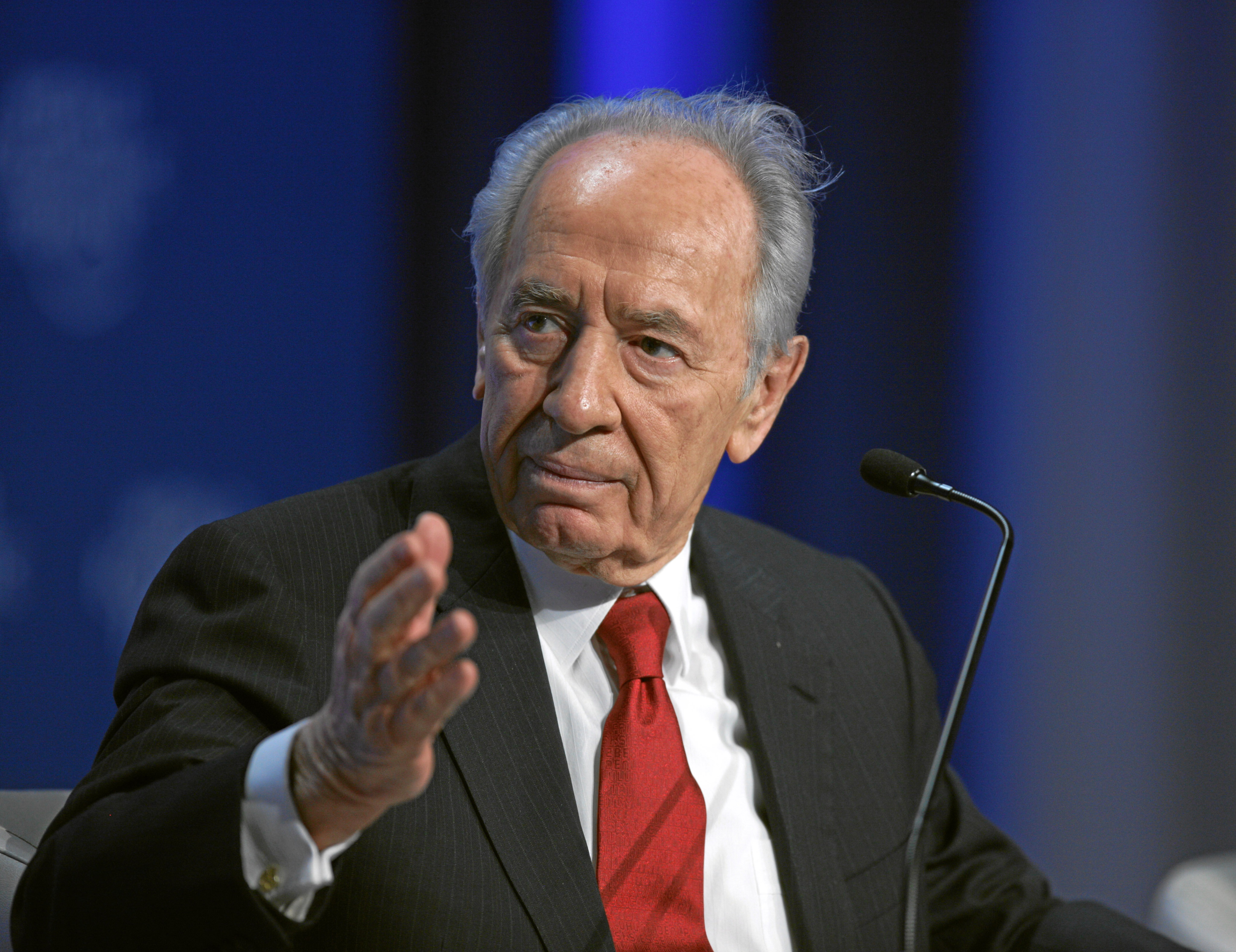
Peresovo předsednictví vládě (1984–1986) znamenalo jen krátké období umírněné politiky

Invaze do Libanonu měla na izraelskou společnost dramatický dopad. Dosavadní války chápali Izraelci jako spravedlivé, nyní však byl obraz „hrdinské a humánní armády“ pošramocen. Hospodářská politika Beginovy vlády se navíc dále ukazovala jako neúspěšná, a tak se 15. září 1983, i z důvodu zhroucení po smrti manželky Alizy, Begin rozhodl rezignovat. Své důsledky měl tvrdý postup v Libanonu i na Západním břehu v dřívějších letech také u diasporních Židů, jejichž podpora Izraele (a tím i jejich finanční pomoc) postupně klesala.
Novou vládu sestavil Jicchak Šamir, avšak ani tomu se nedařilo úspěšně bojovat s hospodářskou stagnací a bankovní krizí. Navíc i on se zapletl do masakrů v Sabře a Šatíle a nedokázal vytvořit plán pro vyřešení situace v Libanonu. Tyto okolnosti nakonec vedly k předčasným volbám roku 1984. Vládu však nedokázala sestavit ani Strana práce ani Likud, a tak tyto dvě strany vytvořily vládu národní jednoty, přičemž dva roky zastával funkci premiéra Šimon Peres (Strana práce) a další dva roky Jicchak Šamir (Likud). Za Peresova předsednictví vláda evakuovala vojska z Libanonu a schválila program ekonomických úspor, zavedení nového izraelského šekelu a investice do technologií, aby se izraelské produkty mohly prosadit na mezinárodním trhu. Peres se snažil také konečně vyjednat mír s Jordánskem. Tato snaha sice úspěch nepřinesla, přinesla však zlepšení vztahů se USA i EHS. Za Šamirova předsednictví od roku 1986 tyto iniciativy ustoupily do pozadí, což přineslo zintenzivnění arabských nepokojů.

## První intifáda a imigrace sovětských Židů

### První intifáda
Ačkoli životní úroveň Palestinců se pod izraelskou vládou zlepšovala, stále existoval velký rozdíl mezi Izraelem a okupovaným územím, což vyvolávalo v Palestincích pocit ponížení. Vyhnání Organizace pro osvobození Palestiny z Libanonu navíc činnost této organizace zcela neochromilo, takže izraelské letectvo muselo bombardovat sídlo OOP v Tunisku, aby znovu utlumilo její aktivity. V této situaci měl představitel OOP Jásir Arafat dosti slabou pozici. Palestinci se proto rozhodli pomoci si sami, roku 1987 založili Hamas. Sociální aktivity Hamasu (výstavbu mešit či škol) izraelská vláda tolerovala, její bezpečnostní služba však podcenila rostoucí náboženský fundamentalismus tohoto uskupení, které v palestinských uprchlických táborech vytvářelo gerilové buňky. Útoky těchto palestinských skupin na izraelské cíle pak podpořil Fatah (frakce OOP) dodávkou zbraní.
Vypuknutí první intifády (arabsky „povstání“) se datuje na 8. prosinec 1987. Vyznačovala se útoky na izraelské vojáky, občanskou neposlušností, masovými stávkami, bojkotem izraelského zboží, což zasadilo těžkou ránu izraelské i palestinské ekonomice. Palestinci dokázali dobře využít zahraničních médií, díky nimž získali podporu velké části mezinárodní veřejnosti – média rozšířila obrazy palestinských dětí bojujících pomocí kamenů proti izraelským tankům, ale například lynčováním palestinských proizraelských informátorů se již povstalci nechlubili. Roku 1990 bylo na okupovaných územích nasazeno okolo 10 000 vojáků, kteří prováděli razie a demolice domů, tvrdý postup izraelské armády však opět vyvolal znepokojení izraelské veřejnosti, takže premiér Šamir musel svůj přístup zmírnit. Peres se svou Stranou práce nakonec z vlády národní jednoty odešel s nadějí, že vláda padne a vytvoří se nová umírněnější, Šamir však dokázal vytvořit vládu, v níž se Likud spojil s náboženskými stranami a nacionální pravicí, čímž vznikla ještě radikálnější vláda.

### 1988–1992: Šamir II: Válka v Zálivu a sovětská imigrace

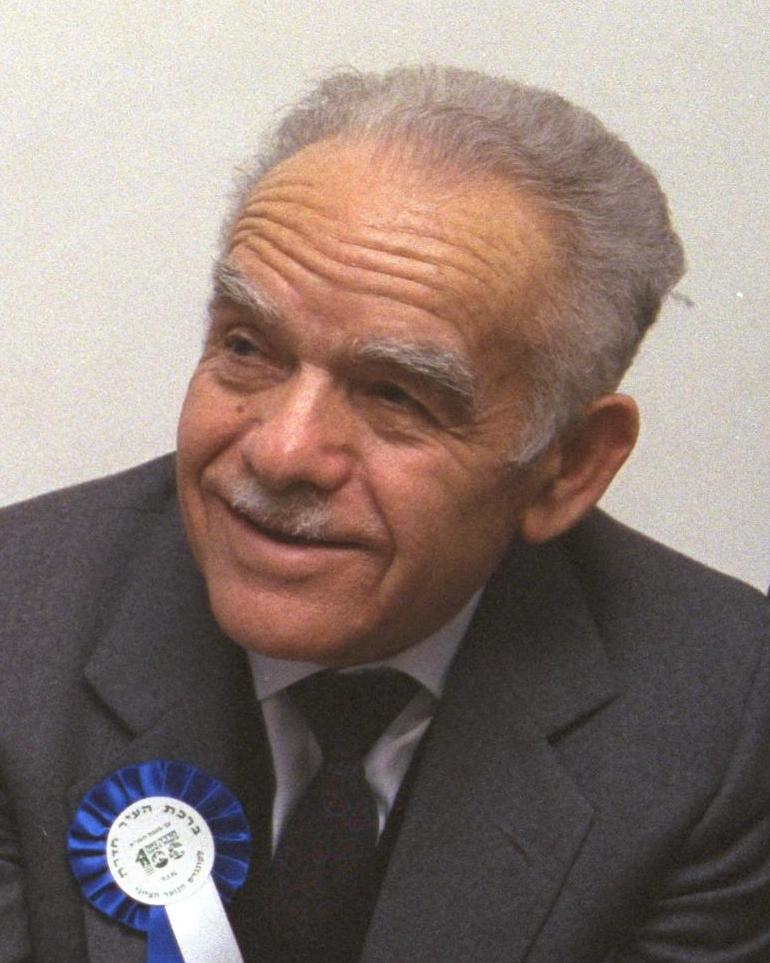
Jicchak Šamir v roce 1991

Předseda Strany práce Šimon Peres dostal příležitost sestavit vládu, což se pokusil provést za pomoci náboženských stran. To se mu však nakonec nepovedlo, jelikož rabíni náboženských stran nedoporučili podpořit vládu vedenou Stranou práce. Jicchak Šamir následně vytvořil koaliční vládu vedenou Likudem, v které byly i náboženské a pravicové strany. Jeho vláda nastoupila v červnu 1990.

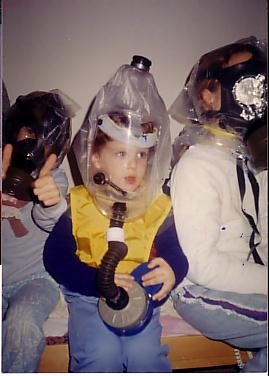
Protichemické cvičení kvůli Válce v Zálivu

Téhož roku, 2. srpna, Irák Saddáma Husajna obsadil Kuvajt. Krátce po invazi začala operace Pouštní bouře (Operation Desert Storm), označovaná také jako Válka v Zálivu, při které mezinárodní koalice v čele s USA vytlačila Irák z Kuvajtu. Izrael se však této operace nemohl zúčastnit a musel zůstat pasivní, protože jeho účast by znamenala ztrátu podpory arabských spojenců. Během Války v Zálivu zaútočil Irák na Izrael a vypálil proti němu rakety Scud. Během 18. a 19. ledna 1991 tak dopadlo na oblast Haify a Tel Avivu celkem 14 raket Scud. Šamir chtěl podniknout vlastní úder na vybrané irácké cíle, ale potřeboval souhlas Saúdské Arábie, pro souhlas k přeletu nad jejím územím. Proto situaci konzultoval z tehdejším americkým prezidentem Georgem Bushem. Bush tuto možnost konzultoval se saúdským králem Fahdem, který však žádost zamítl. Bush nakonec Šamira uklidnil tím, že slíbil, že irácké cíle budou zničeny americkým letectvem, Izraeli bude ze strany USA poskytnuta finanční kompenzace a také protiraketový systém Patriot. Tel Aviv zažil celkem 18 raketových útoků z Iráku, poslední pak 25. února. V následujících měsících došlo ke zhoršení vztahů se Spojenými státy a jako projev dobré vůle po usmíření vyjádřil Bush převážně humanitárními gesty. Byl schválen krátkodobý grant ve výši 650 milionů dolarů, což byly prostředky přislíbené za pasivitu během ostřelování Scudy a pomoc při operaci Šalamoun (Mivca Šlomo‎). Během této operace bylo převezeno takřka celé etiopské židovstvo (14 400 Židů) do Izraele.

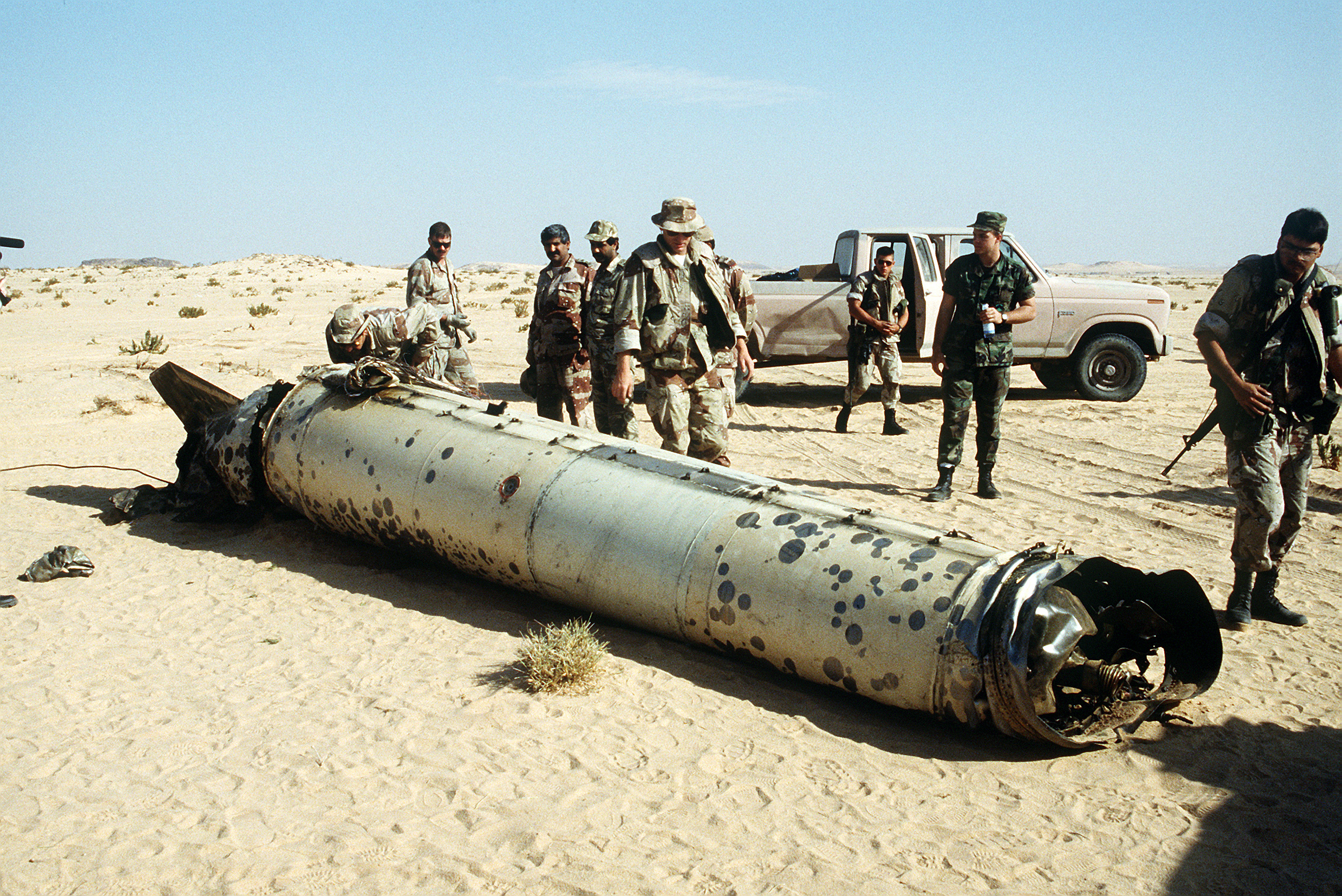
Sestřelená raketa Scud

Od jara 1991 probíhala jednání amerického ministra zahraničí Jamese Barkera se státy Blízkého východu a po naléhání všechny státy souhlasily s účastí na mezinárodní konferenci. Šamir nabídku přijal, jelikož doufal, že Sýrie nabídku odmítne. Poté, co však Sýrie nabídku účasti na konferenci přijala, nemohl již couvnout. Podmínkou však bylo, aby se konference neúčastnila OOP. Palestinská delegace (bez OOP) se účastnila konference v rámci jordánské delegace. Madridská konference (The Madrid Conference) začala za účasti Sovětského svazu, USA, Jordánska, Libanonu, Sýrie a Izraele, 1. listopadu 1991 v Palacio Parcen v Madridu. V lednu 1992 pak probíhala multilaterální jednání v Moskvě na téma ekonomického rozvoje, životního prostředí, vody a uprchlíků. Celkem mezi Izraelci a Palestinci proběhlo deset kol jednání, avšak bez jakéhokoliv průlomu. Hlavním problémem byly židovské osady na okupovaných územích. Další problém byla platnost izraelského zákona zakazujícího přímý kontakt izraelských občanů s příslušníky OOP.
V říjnu 1991 byly znovu formálně navázány diplomatické styky s Ruskem a lednu 1992 navázaly s Izraelem diplomatické styky Indie a Čína.
Počátkem roku 1992 proběhla v Izraeli vnitřní politická krize. Šamirova koalice se rozpadla, když strany Techija a Moledet vystoupily z Likudu, na protest proti Šamirově zdánlivé ochotě jednat o palestinské autonomii. Šamir tak byl nucen vypsat předčasné volby o 5 měsíců dříve, než by se konaly volby klasické. V předvolebním boji použil nebezpečnou taktiku tvrdých postupů, při níž útočil spíš než na Stranu práce na americkou administrativu. Tu obvinil, že podkopává izraelskou bezpečnost a ekonomii. V následujících volbách však Likud prohrál, a to jak z důvodů ekonomických problémů – téměř 18 % populace bylo pod hranicí chudoby, tak z důvodů zanedbávání bytových a zaměstnaneckých podmínek imigrantů na úkor výstavby osad na Západním břehu.

### 1992–1995: Rabin II: Mírové dohody z Osla

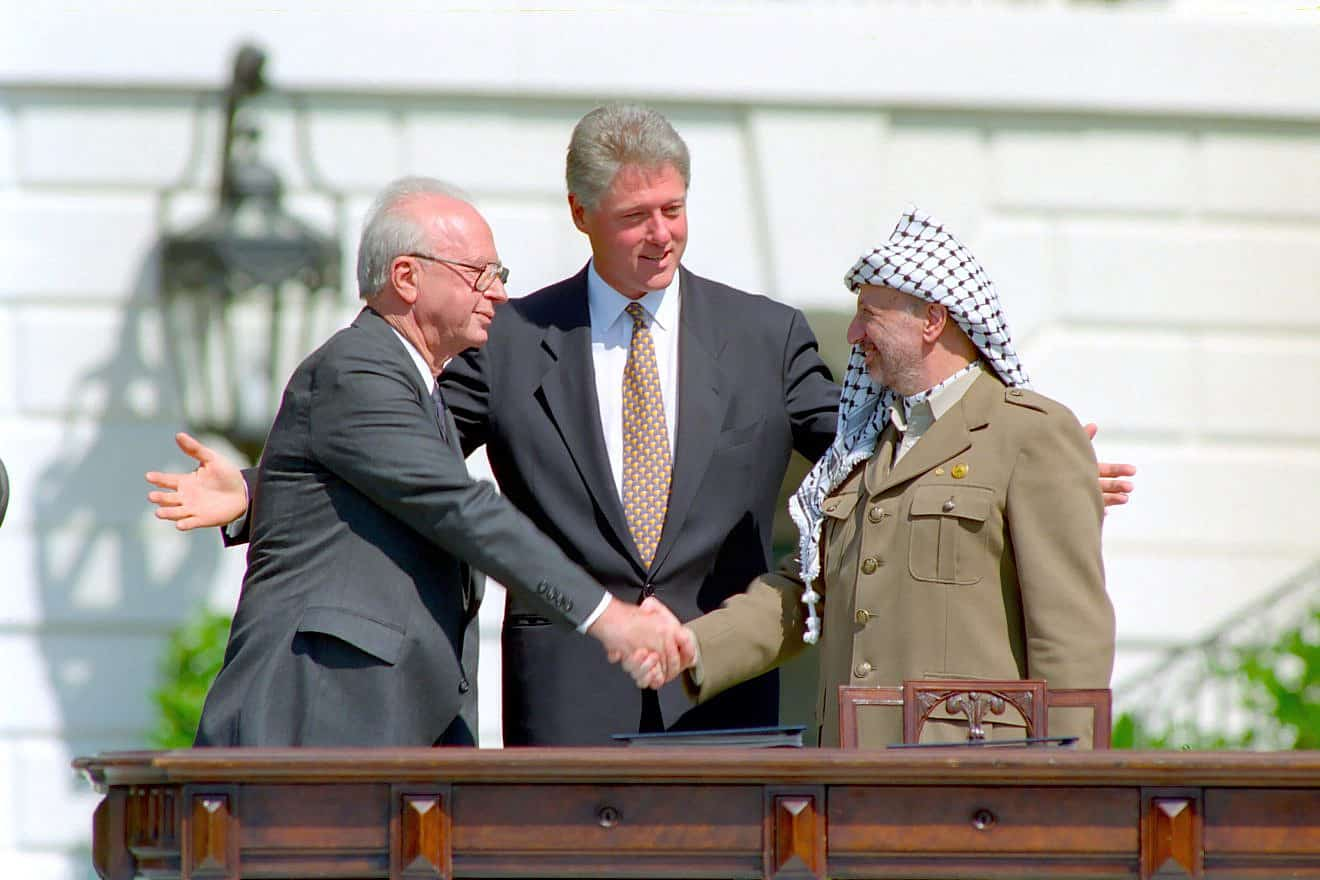
Jicchak Rabin, Bill Clinton a Jásir Arafat po podepsání Mírových dohod z Osla ve Washingtonu 13. září 1993.

Ve Straně práce se v dubnu 1992 poprvé konaly primárky. V těch byl dosavadní předseda Šimon Peres poražen Jicchakem Rabinem. V následujících volbách do 13. Knesetu, které se konaly 23. června 1992 výrazně vyhrála levice v čele se Stranou práce. Jicchak Rabin oslovil veřejnost jako hrdina Šestidenní války, rázný ministr obrany z 80. let a jako muž, který byl vstřícný mírovým jednáním. Většina veřejnosti totiž chtěla ukončit neustávající násilí. Rabin po volbách sestavil koalici se stranou Merec (skupinou tří středolevých stran) a Šas (ultraortodoxní náboženskou stranou). Koalice zahrnovala podporu arabských a komunistických stran. Premiérem se stal v červnu 1992. Výměna vlády pak měla příznivý vliv na mírová jednání, která se konala v různých evropských městech. Mimo zmíněná jednání probíhaly tajné schůzky v Oslu, za účasti představitelů Izraele a členů Organizace pro osvobození Palestiny OOP. Aby se mohli izraelští zástupci sejít, byl zrušen zákon zakazující setkání se členy OOP.
Tyto tajné schůzky vyústili nakonec v roce 1993 v uzavření dohod nazvaných (Declaration of Principles on Interim Self-Government Arrangement). Tzv. Mírová dohoda z Osla byla podepsána 13. září 1993 v Bílém domě ve Washingtonu, za izraelskou stranu premiérem Jicchakem Rabinem a za palestinskou stranu, předsedou OOP Jásirem Arafatem. Za uzavření mírové dohody byla Jicchaku Rabinovi i Jásiru Arafatovi udělena Nobelova cena míru. Z mírových dohod vyplývalo, že má být po přechodnou dobu pěti let ustanovena Palestinská samospráva na území Západního břehu a pásma Gazy. Během tohoto období měli obě strany jednat o závěrečných otázkách týkajících se především otázky Jeruzaléma, uprchlíků, židovských osad, hranic a vody. Konečná dohoda měla být uzavřena na základě rezolucí Rady bezpečnosti OSN č. 242 a č. 338. Rozdělení palestinských okupovaných území na zóny A, B, C se datuje právě k podepsání Dohod z Osla. Zóna A pak znamená území pod plnou palestinskou samosprávou, zóna B území pod palestinskou civilní správou a pod izraelskou bezpečnostní správou, zóna C pod plnou izraelskou správou.
| „                                          | Je nám souzeno žít společně na stejné půdě, ve stejné zemi. My, vojáci, kteří jsme se vrátili z bitev poskvrnění krví; my, kteří jsme viděli jak byli před našima očima zabiti naši příbuzní a přátelé; my kteří jsme přišli ze země, kde rodiče pohřbívali své děti; my kteří jsme bojovali proti vám, Palestincům, vám dnes říkáme hlasitě a jasně: Už dost bylo krve a slz. Dost! | “ |
| — Jicchak Rabin, po podpisu smlouvy z Osla | |   |

Důležitým aspektem Dohod z Osla byly tzv. Dopisy o vzájemném uznání (Letters of Mutual Recognition), což byla korespondence mezi Rabinem a Arafatem. Ty obsahovaly pasáže o uznání práva Státu Izrael na existenci v míru a bezpečí a uznání OOP jako zástupce palestinského lidu.
Všechny dohodnuté fáze měly probíhat formou harmonogramu. Ve větší části palestinského území a ve městě Jericho měla být na přechodnou dobu pěti let ustanovena Palestinská národní samospráva (Palestinian Interim Self-Governing Authority).

V reakci na podepsání Dohod z Osla vládu následně opustila strana Šas, což vedlo Rabinovu menšinovou vládu, aby se spoléhala na hlasy arabských a komunistických stran. Mírová smlouva tak byla v Knesetu odsouhlasena těsnou většinou 61 hlasů. Před schvalováním Smlouvy v Knesetu Rabin prohlásil:
| „                                                                  | Členové Knesetu, nemůžeme si vybírat své sousedy, ani své nepřátele, dokonce ani ty nejkrutější mezi nimi. Máme jen to, co tu je. OOP bojovala proti nám, a my bojovali proti nim - a s nimi nyní hledáme stezku k míru. Můžeme zamknout všechny dveře, překazit všechny pokusy o mír. Máme morální právo nezasednout k jednacímu stolu s OOP ... nepotřást rukou, která tiskla spoušť. Máme sílu odmítnout s odporem návrhy OOP - a pak se stát nevědomky partnery v pokračujícím cyklu, se kterým jsme museli do nynějška žít: války, terorismus a násilí. | “ |
| — Jicchak Rabin, před schvalováním Mírové smlouvy z Osla v Knesetu | |   |

Podepsání dohod z Osla se, přestože se jednalo o významný krok na cestě k míru, ukázalo jako dosti kontroverzní krok a ukázalo se, že tento mírový proces situaci značně zkomplikoval. Na palestinské politické scéně začala sílit opozice a to zejména Hamasu a Palestinského islámského džihádu, které se proti OOP a Smlouvám z Osla začaly vymezovat. Začaly se stupňovat i teroristické akce. V Izraeli se proti smlouvě vymezila strana Likud a další pravicová uskupení, zejména pak rada židovských osad Ješa a hnutí Guš emunim.
Mírový proces se pokusil narušit židovský osadník Baruch Goldstein, když 25. února 1994 v Hebronské svatyni patriarchů postřílel 29 modlících se muslimů. Palestinští radikálové využili tento incident jako záminku k rozpoutání násilí. Novým jevem se staly sebevražedné atentáty, na které Izraelci reagovali vojenskými zásahy a uzávěrami palestinských území. Mírový proces však i přes tyto problémy pokračoval. Po několika měsících Rabin a Arafat podepsali Smlouvu o odchodu izraelských jednotek z Gazy a Jericha (The Agreement on Gaza and Jericho). Prezidentem Palestinské samosprávy se oficiálně stal Jásir Arafat a 1. července 1994 přesunul své sídlo z Tuniska do Gazy.

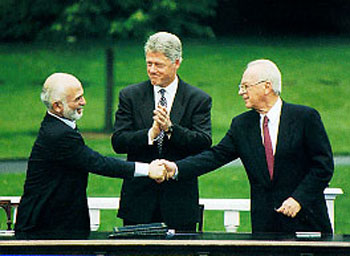
Husajn I., Bill Clinton a Jicchak Rabin během izraelsko-jordánských mírových jednání

Došlo i ke zlepšení vztahů mezi Izraelem a Jordánskem, které byly ovlivněny podepsáním Dohod z Osla. Zlom v jednáních nastal při schůzce v Londýně v květnu 1994. Jicchak Rabin se při nich zaručil Jordánsku, že bude mít privilegované postavení v dohledu na svatá místa islámu v Jeruzalémě. Po sérii veřejných i tajných jednání pak byla 26. října 1994 podepsána Izraelsko-jordánská mírová smlouva (Heskem Ha-Šalom bejn Jisra'el Le-Jarden‎).
Pokrok ve vztazích nastal i mezi Izraelem a Sýrií, avšak uzavření smlouvy a návrat Golanských výšin se ukázalo jako politicky neprůchodné.

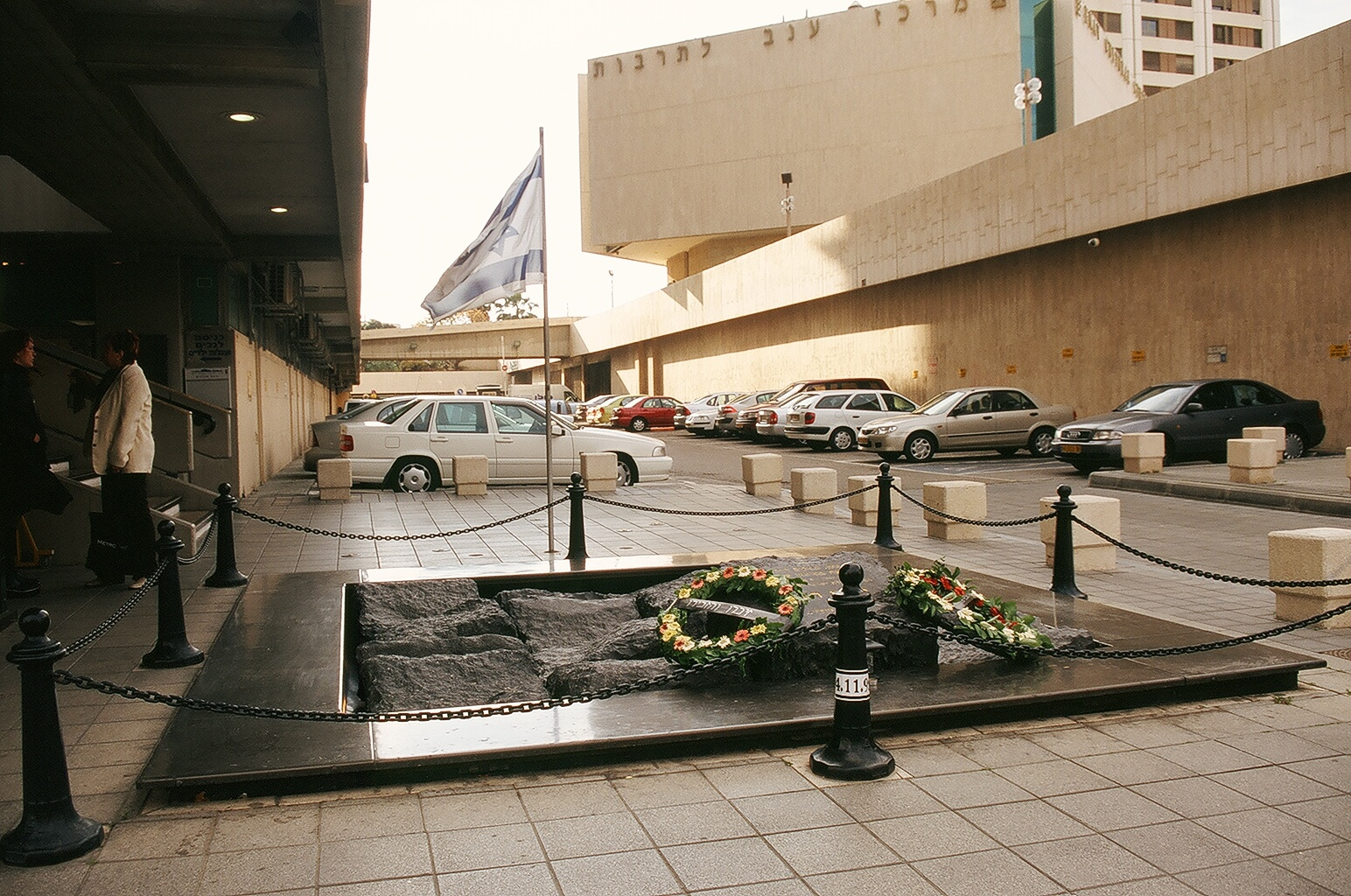
Náměstí Izraelských králů v Tel Avivu, místo kde byl spáchán atentát na Jicchaka Rabina. Dnes na tomto místě stojí jeho památník.

Během podzimu roku 1995 přišel další pokrok v izraelsko-palestinských vztazích, když byla 28. září 1995 podepsaná tzv. Přechodná dohoda (Interim Agreement), neoficiálně označované jako Oslo II. Smlouva, která se týkala Západního břehu, znamenala stažení izraelské armády z určených palestinských měst, které následně přešly pod palestinskou správu. Po podepsání dohody se na obou stranách opětovně zvedla vlna kritiky. Ta vyvrcholila, když byl Jicchak Rabin 4. listopadu 1995 zavražděn pravicových židovským radikálem Jigalem Amirem na demonstraci na podporu mírového procesu na náměstí Izraelských králů v Tel Avivu.
| „                                                 | Každý Žid, který ponechá svůj lid nebo území nepříteli podobně jako Rabin, musí být zabit. Studoval jsem Halachu celý život a dobře vím o čem mluvím. | “ |
| — Jigal Amir, při výpovědi před izraelským soudem | |   |

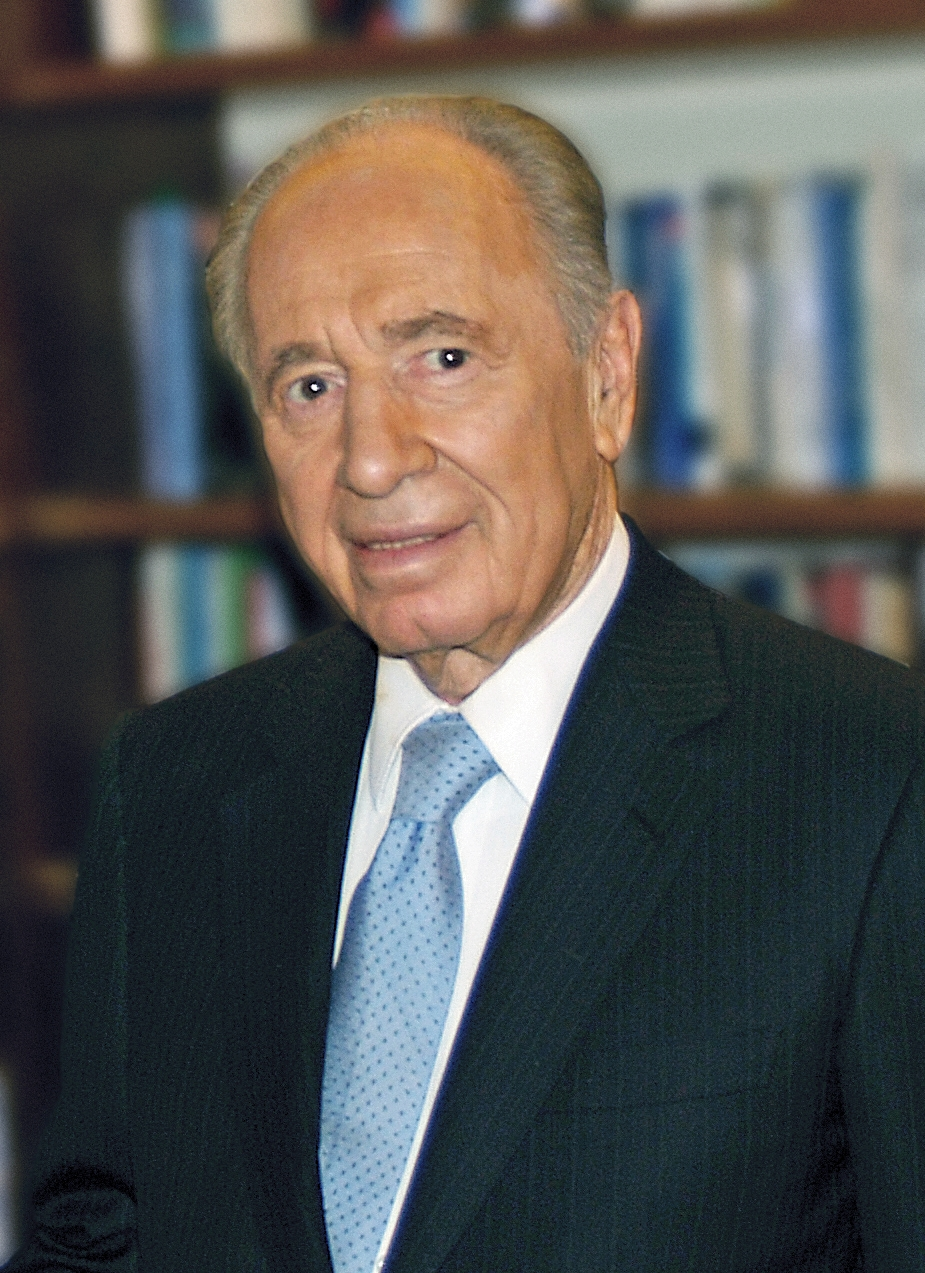
Šimon Peres

Po Rabinově smrti se stal znovu premiérem tehdejší vicepremiér Šimon Peres, který bezodkladně pokračoval v nastolené Rabinově politice, včetně ekonomické liberalizace a implementace izraelských závazků vyplývajících z Dohod z Osla (tj. částečné stažení armády z některých částí Západního břehu a uspořádání historicky prvních palestinských voleb 20. ledna 1996).
Atmosféra v Izraeli po Rabinově smrti velmi nahrávala Peresově Straně práce. Peres se však za těchto příznivých okolností nepokusil vyvolat předčasné volby, ale soustředil se především na mírová jednání se Sýrií. Během jeho vlády se implementovala některá ustanovení dohod z dohod Oslo II. Proběhly také první palestinské volby, ve kterých vyhrála strana Fatah Jásira Arafata. Volby bojkotovaly radikální strany (Hamas a Palestinský islámský džihád), které se následně snažily nově vzniklý demokratický proces v celý mírový proces narušit násilím. V izraelských ulicích začali útočit palestinští sebevražední atentátníci, na což Izrael reagoval ostrými zásahy armádou.
Byl učiněn pokus o pokračování mírového procesu Konferencí proti islámskému terorismu, která se konala 13. března v egyptském Šarm aš-Šajchu. Konference se zúčastnili přední představitele většiny arabských států, Izrael a USA. Ve stejný měsíc se Peres vypravil na historicky první návštěvu Ománu a Kataru.
Šimon Peres nakonec nebyl úspěšný v mírových jednání se Sýrií, které byly hlavním důvodem, proč odkládal vyvolání předčasných voleb. Krátce před konáním voleb se objevil další problém, v podobě ostřelování severního Izraele teroristy z hnutí Hizballáh z Libanonu. Peres, který nechtěl mít ve volbách pověst měkkého politika nařídil operaci Hrozny hněvu (Operation Grapes of Wrath). Během operace však zahynulo velké množství civilistů, což jeho popularitě neprospělo.

### Přímé volby premiéra 1996–2005

#### 1996–1999: Benjamin Netanjahu: Zpomalení mírového procesu

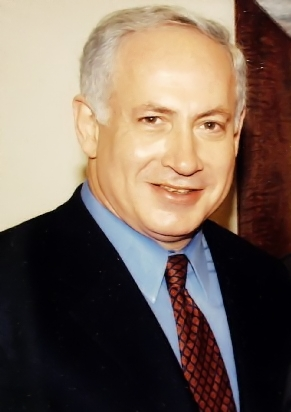
Benjamin Netanjahu

29. května 1996 se konaly volby do 14. Knesetu, které byly v mnohém netradiční. Přestože v předvolebních průzkumech mírně vedla Strana práce Šimona Perese, ve volbách nakonec zvítězil Benjamin „Bibi“ Netanjahu ze strany Likud. Bylo to dáno tím, že bylo poprvé v parlamentních volbách umožněno voličům dát zároveň hlas i premiérovi. Právě vítěz těchto přímých premiérských voleb pak sestavoval vládu. Netanjahu zvítězil jednak kvůli tomu, že se zaměřil i na voliče charedim, vůči kterým měla levice odstup, (z těchto voleb pochází volební slogan: „Pro Židy je dobrý Netanjahu“ [Netanjahu zev tov l'jehudim‎]) a jednak proto, že si Peres operací Hrozny hněvu proti sobě popudil izraelské Araby, kteří ho byli ochotni volit. Místo toho nakonec izraelští Arabové vhazovali do uren prázdné hlasovací lístky, kterých bylo na 180 tisíc. Celkovým počtem hlasů sice vyhrála Strana práce, Netanjahu však získal jako kandidát na premiéra více hlasů (o pouhých 30 tisíc) a tak mu bylo umožněno sestavit vládu. Na svou stranu Netanjahu také získal hlasy voličů tím, že kritizoval vládní mírovou politiku, která zhoršila bezpečnost Izraele.
Po vítězství Netanjahu sestavil koaliční vládu složenou zejména z pravicových stran, mezi nimiž byly i malé a náboženské strany. Likud, ve spojenectví se stranami Comet a Gešer, tak vytvořil širokou koalici stran zahrnující tři náboženské strany (Národní náboženskou stranu, Šas a Sjednocený judaismus Tóry) a dvě centristické strany Jisra'el be-Alija (strana zastupující zájmy ruských přistěhovalců) a Třetí cesta. Strana Gešer vystoupila z koalice v lednu 1998 poté, co její předseda David Levy odstoupil z pozice Ministra zahraničních věcí.
Nová vláda zavedla razantnější kurz v izraelsko-palestinském konfliktu než vláda předešlá a řídila se úslovím: „Když dají, dostanou – když nedají, nedostanou.“ Za jeho vlády byla v čilém dění výstavba židovských osad a osadníkům slíbil, že žádnou izraelskou půdu Arabům nepředá. Za což byl kritizován Spojenými státy. Během jeho vlády proběhlo mnoho kontroverzních událostí, mezi něž patří např. otevření tzv. Hasmonejského tunelu poblíž Zdi nářků, díky čemuž se vyhrotila napjatá situace. Vláda byla kontroverzní i mnoha skandály. Mezi nejzávažnější skandály patří Aféra Bar-On. Mezi fiaska Netanjahovy vlády patří neúspěšný pokus Mosadu zabít v Jordánsku, čelného představitele Hamasu.
I přes rezervovanost k mírovému konfliktu navázal Netanjahu na dřívější mírové dohody a 17. ledna 1997 byl podepsán tzv. Hebronský protokol (Protocol Concerning the Redeployment in Hebron), což fakticky znamenalo předání města Hebron palestinské autonomii a stažení izraelských vojenských složek z části tohoto města. V říjnu 1998 byla podepsána důležitá dohoda tzv. Memorandum od Wye River (Wye River Memorandum), které znamenalo postoupení části území Západního břehu (13%) Palestincům a upravení statusu některých oblastí. Byl také dohodnut kompromis týkající se palestinského letiště a přístavu v Gaze, stejně jako možnost volného průchodu Palestincům ze Západního břehu do Gazy. Memorandum také obsahovalo ekonomické garance pomoci Izraeli a Palestině od USA související s mírovým procesem.
Ústupky z dohody od Wye River se však pro Netanjahua staly osudné. Ve vlastní straně Likud proti němu vystoupila opozice a nakonec muselo být memorandum v Knesetu schváleno za podpory opoziční Strany práce. Kvůli zmíněnému politickému vývoji a kvůli politickým aférám byl Netanjahu donucen vyhlásit předčasné volby.

#### 1999–2001: Ehud Barak: Stažení z jižního Libanonu

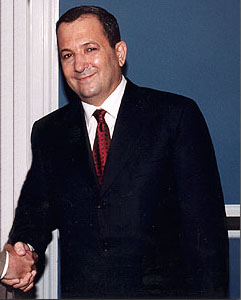
Ehud Barak

V primárkách Strany práce, které se konaly před parlamentními volbami zvítězil Ehud Barak, který se tak stal hlavním vyzyvatelem Benjamina Netanjahua z Likudu. U izraelské veřejnosti byl populární jako hrdina, který se účastnil řady válek a bojových operací (např. Operace Entebbe) a také jako člověk s politickými zkušenostmi.
Předčasné volby do 15. Knesetu se konaly 17. května 1999. Ve volbách přesvědčivě zvítězil blok kolem Strany práce – Jeden Izrael (Jisra'el Achat‎). Volba premiéra již nebyla tak jednoznačná a Barak v ní porazil Netanjahua v těsném poměru 56:44. Barak nakonec sestavil „Vládu národního usmíření“, do které byla přizvána i strana Šas. Tím chtěl Barak zmírnit napětí mezi sekulárními a religiózními Izraelci. Jeho myšlenkou bylo prezentovat Izrael jako nejsilnější stát Blízkého východu, nikoliv jako neustále ohrožený stát.
Za Barakův úspěch se pokládá stažení izraelských jednotek z jihu Libanonu. Pokusil se také o mírové jednání se Sýrií o navrácení Golan, avšak jednání opustil z důvodu klesajících preferencí veřejného mínění. Během těchto jednání vznikla rozsáhlá kampaň opozice – Národ je s Golany (HaAm im HaGolan‎). V otázce izraelsko-palestinského konfliktu chtěl Barak vyřešit otázku permanentního statusu. Zasadil se také o evakuaci několika židovských osad z palestinských území. Na problematické osady a města na palestinských území však toto vliv nemělo. K budování osad docházelo i za jeho vlády. Nařídil zlikvidovat hrobku Barucha Goldsteina (židovského osadníka, který 25. února 1994 v Hebronské svatyni patriarchů postřílel 29 modlících se muslimů, aby zastavil mírový proces) a tzv. předsunutá stanoviště (settlement outpots).
Jednání mezi Izraelci a Palestinci (summit v Camp Davidu) zprostředkoval americký prezident Bill Clinton. Jednání Baraka a Arafata se symbolicky konala v Camp Davidu, za účelem dohody týkající se permanentního statusu. Právě zde se Jimmimu Carterovi v roce 1979 podařilo usmířit zástupce Egypta a Izraele. Obě jednání však nelze porovnávat, jelikož na rozdíl od svých předchůdců neměl ani jeden z vůdců neměl ve své zemi silný mandát. Ehud Barak neměl většinu v Knesetu a nestabilní koalice stran se také ukázala jako problém. Dalším problémem bylo odmítnutí účasti tehdejšího izraelského ministra zahraničí Davida Levyho. Barak učinil doposud největší kompromis, který Izrael předložil. Ten však byl Arafatem odmítnut. Barak na Clintonův návrh přistoupil na rozdělení Starého města mezi Izraelce a Palestince, nabídl evakuaci osad z Pásma Gazy a 91% Západního břehu Jordánu. Problém však byl v otázce uprchlíků, kdy Arafat požadoval návrat všech uprchlíků (tj. přibližně 3,7 milionu) do Izraele a následné odškodnění. Barak přitom nabídl návrat 100 tisícům uprchlíků a jejich odškodnění. Mírová jednání tak trvala po celé dva roky vládní existence a přestože se do Barakovy vlády vkládala v otázce mírových jednání očekávání, tento předpoklad nesplnil.
Neúspěch summitu v Camp Davidu znamenal změny na izraelské politické scéně. Koncem července 2000 se konaly prezidentské volby v nichž proti sobě stáli Šimon Peres a Moše Kacav a překvapivě v nich zvítězil Moše Kacav. Kneset ve stejnou dobu hlasoval o důvěře vlády Ehuda Baraka, který svou pozici velmi těsně obhájil. Dalšího oslabení Barakovy vlády došlo, když odstoupil jeho ministr zahraničí David Levy poté, co Ehud Barak odmítl jeho požadavek na vytvoření nové vlády společně se stranou Likud.
Dlouhodobě kulminující napětí mezi Izraelci a Palestinci vyvrcholilo 28. září 2000, kdy se Ariel Šaron, ze strany Likud, za doprovodu více než tisíce policistů, vypravil na Chrámovou horu. Přestože Šaron uváděl, že návštěva byla „poselstvím míru,“ je patrné, že snahou bylo získat popularitu na izraelské politické scéně před blížícími se parlamentními volbami. Šaronova „návštěva“ Chrámové hory se uvádí jako příčina vypuknutí Druhé intifády neboli Intifády al-Aksá. Je nutné ale uvést, že nepokoje byly dlouhodobého charakteru, a pokud by se Šaron nevypravil na Chrámovou horu, je pravděpodobné, že by si Palestinci našli jinou záminku.

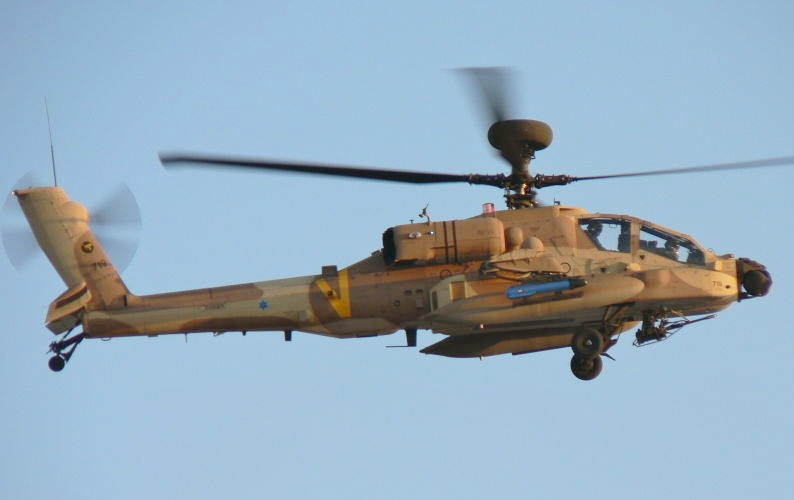
Bitevní vrtulník Hughes AH-64 Apache, kterým izraelská armáda provádí mj. mimosoudní likvidace

12. října 2000 byli v Ramalláhu palestinskou policií zadrženi dva izraelští vojáci v civilním oblečení. Byli zatčeni a odvezeni na policejní stanici, jelikož se policisté domnívali, že jde o agenty Mosadu. Před policejní stanicí se následně vytvořil dav Palestinců, který vtrhl do stanice a oba dva vojáky zlynčoval a umlácené je vyhodil ven z okna (viz Lynčování v Ramalláhu). To vyvolalo silnou izraelskou reakci, která raketami zničila policejní stanici a sídlo palestinského rozhlasu.
Ehud Barak následně zahájil novou izraelskou taktiku spočívající v mimosoudní likvidaci teroristů. Ta fakticky znamenala, že byli vybraní palestinští teroristé likvidováni raketami vypálenými z izraelských vrtulníků.
Přes tuto vyhrocenou situaci se tehdejší americký prezident Bill Clinton, kterému již končilo volební období, pokusil obě strany dostat k mírovému jednání, a tak se v egyptském letovisku Šarm aš-Šajch 17. října 2000 sešli Ehud Barak a Jásir Arafat. Jednání však nebyla úspěšná. Mezi další izraelsko-palestinská jednání patří rozhovory v Tabě. Obě strany sice proklamovaly, že jsou blízko dohodě, avšak Barak nakonec z jednání kvůli předčasným izraelským volbám odstoupil.
Ehud Barak, který si chtěl upevnit svou pozici premiéra, rezignoval 10. prosince 2000. Důsledkem toho bylo, že se v následujících 60 dnech měly konat nové premiérské volby. Upevnění své pozice chtěl dosáhnout tím, že ve volbách, ve kterých se bude volit pouze premiér nebude moci opoziční strana Likud postavit svého kandidáta s nejlepšími preferencemi, Benjamina Netanjahua kvůli tomu, že není členem Knesetu a tak podle zákona nesmí kandidovat. Proto musel Likud do souboje s Barakem vyslat svého předsedu Ariela Šarona. Jedinou možností, aby mohl kandidovat Netanjahu byly ty, aby se konaly volby i do Knesetu. Toho by šlo dosáhnout tím, že by se Kneset sám rozpustil.
9 dní po Barakově rezignaci – 19. prosince se ve Washingtonu konaly mírové rozhovory. Nejednalo se však na úrovni čelných představitelů. Za Stát Izrael jednal ministr zahraničí Ben Ami a za Palestince ministr informací Rabbú. Sprostředkovatelem rozhovorů byl emisar pro Blízký východ Dennis Ross. Témata rozhovorů byla identická s tématy řešenými v Camp Davidu. Bill Clinton tehdy přišel s návrhem, že se Palestinci vzdají nároků na návrat svých uprchlíků a nebudou požadovat zrušení židovských osad na Západním břehu, za což by na oplátku získali 95% Západního břehu, celé Pásmo Gazy a územní kompenzace za židovské osady.
Ve stejný den se Kneset odmítl rozpustit, což v důsledku znamenalo to, že se v premiérských volbách proti sobě utkají Barak a Šaron.
Clintonovy návrhy byly 25. prosince Ehudem Barakem přijaty, Jásir Arafat je však odmítl. Clinton se pokusil svolat další kolo jednání o tři dny později, to však již Barak odmítl.

## Druhá intifáda

### 2001–2006: Ariel Šaron: Stažení z Pásma Gazy a severu Západního břehu
Nová vlna násilností označovaná jako druhá intifáda ovlivnila izraelskou politickou scénu. Izraelci při volbě mezi Ehudem Barakem a Arielem „Ariken“ Šaronen hodnotili především činy a představy kandidátů. Vláda Ehuda Baraka neznamenala diametrální změnu ve vzájemných vztazích s Palestinci. Za jeho působení sice došlo ke stažení armády z jihu Libanonu, avšak vnitřní bezpečnost Státu Izrael byla po konci jeho vlády menší než před tím, kdy v roce 1999 nastoupil do jejího čela. Ariel Šaron sice ve svých vizích nenabízel mír, nabízel však bezpečnost. Oba kandidáti byly hrdinové válek a osoby s vojenskou zkušeností. Šaron je hrdinou Jomkipurské války, při které dovedl své tanky vítězně až do Egypta. Izraelci jej však měli v povědomí také jako člověka, který byl znám jako velitel některých tvrdých tažení proti Palestincům. Jeho protivník Barak byl hodností generál a účastník několika válek. Ve volbách, které se konaly 6. února 2001 (17. února 2001) však drtivě zvítězil Ariel Šaron, který vůči Ehudu Barakovi zvítězil v poměru 62,3:37,6.
Šaron sestavil Vládu národní jednoty, která byla sestavena z bloku pravicových stran vedených Likudem a blokem levicových stran vedených Stranou práce. Právě Strana práce se účastí v Šaronově vládě dostala do vážných vnitřních problémů.

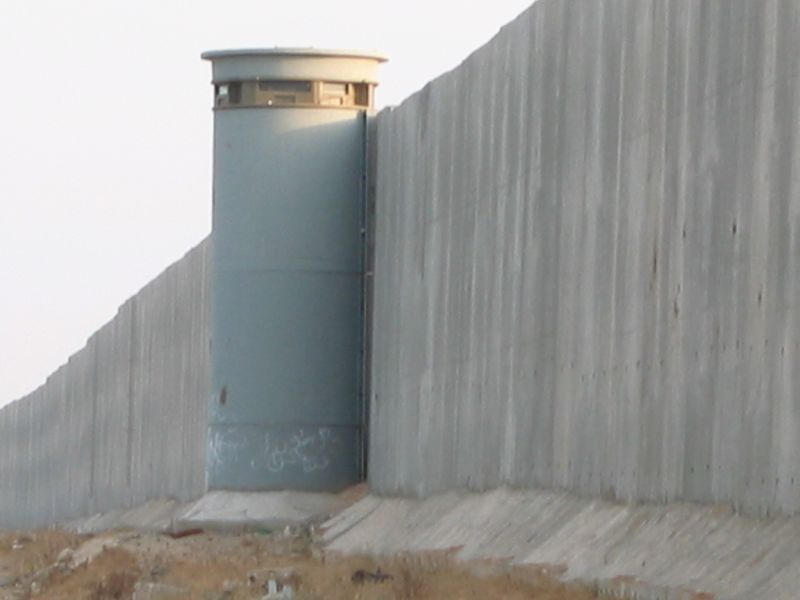
Bezpečnostní zeď

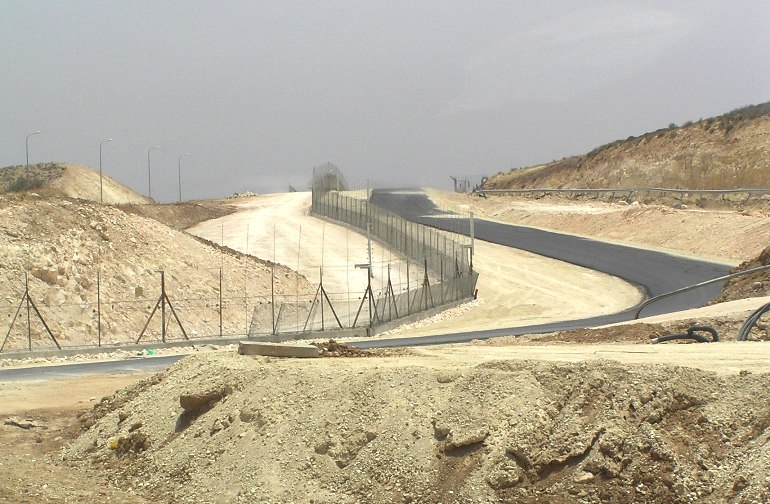
Bezpečnostní zeď

Během druhé intifády pokračovala metoda mimosoudních likvidací, kterými Izrael likvidoval nebezpečné teroristy a vůdce teroristických skupin. V roce 2002 se objevil plán mírového procesu, který se nazývá Road map (česky někdy otrocky překládáno jako „Cestovní plán“, „Cestovní mapa“). Jedná se o spolupráci tzv. Blízkovýchodního kvarteta – tj. USA, EU, OSN a Ruska. V rámci plánu Road map by mělo dojít ve třech fázích k ukončení izraelsko-palestinského konfliktu. Na jaře téhož roku došlo k prosazení myšlenky výstavby tzv. Bezpečnostní zdi (Security Fence), která by měla fyzicky oddělit Západní břeh Jordánu od Státu Izrael. V celé délce však bariéra nemá být klasickou zdí. Na většině délky se jedná o elektronicky střežený drátěný plot s příslušným ochranným pásmem. Betonová bariéra se strážnými věžemi by tak měla být jen na některých úsecích.
| „                | Bude velmi složité vytvořit důvěru mezi Izraelci a Palestinci, pokud se přes Západní břeh bude klikatit zeď. | “ |
| — George W. Bush | |   |

V době vystupňovaného palestinského teroru druhé intifády se 28. ledna 2003 konaly předčasné volby. Zvítězila v nich pravicová strana Likud Ariela Šarona. Ve volbách však výrazně propadla Strana práce. Šaron následně sestavil svým složením nacionalističtější vládu sestávající z Národní náboženské strany a strany Šinuj.

Během roku 2004 představil Ariel Šaron svůj plán na jednostranné izraelské stažení se z Pásma Gazy (Israel's Unilateral Disengagement Plan). Pásmo Gazy bylo pro Izrael velkým ekonomickým, bezpečnostním a vojenským břemenem. Tento politický krok vzápětí ocenila americká administrativa George Bushe. Na izraelské politické scéně však tento krok znamenal vyostření napětí. Z vládní koalice odešla Národní náboženská strana, nevole proti plánu se objevila i ve straně Likud. Naopak opoziční Strana práce projevila ochotu se na přijetí tohoto opatření podílet. Byla tak vytvořena Vláda národní jednoty v níž byla vedle strany Likud zastoupena Strana práce. Izrael se plně stáhl z Pásma Gazy v srpnu 2005. 12. září pásmo Gazy opustila poslední jednotka izraelské armády. Odcházející velitel pásma Gazy Aviv Kočavi prohlásil: 
| „ | Od této chvíle přebírá odpovědnost za to, co se děje v pásmu Gazy, palestinská samospráva. Zodpovědnost za bezpečí občanů státu Izrael ovšem zůstává na nás. | “ |
| — | |   |

Šaron si byl vědom toho, že Likud již není jednotný a že nebude mít pro svou politiku dostatečnou podporu v Knesetu. V listopadu 2005 tak odešel z Likudu a 21. listopadu 2005 společně s některými svými kolegy (Ehud Olmert, Cipi Livni, aj.) založil stranu Kadima („Kupředu“). Politická změna však nenastala pouze v Likudu. Došlo také k rozštěpení Strany práce, ze které také odešlo několik členů a připojili se k nově vzniklé straně. Mezi tyto politiky patří např. Šimon Peres, Dalia Icik, Chajm Ramon, aj.
Současně se založením Kadimy Ariel Šaron požádal prezidenta o rozpuštění Knesetu a vypsání předčasných voleb. Ariel Šaron začal stranu Kadima připravovat na předčasné volby, ale po sérii zdravotních problémů utrpěl 4. ledna 2006 vážnou mozkovou mrtvici po níž upadl do kómatu, ze kterého se již neprobral. V lednu 2006 stanul v čele strany tehdejší vicepremiér Ehud Olmert, který se o měsíc později, poté, co byl Ariel Šaron prohlášen za neschopného vykonávat funkci premiéra, ujal funkce premiéra.

### 2006–současnost: Ehud Olmert

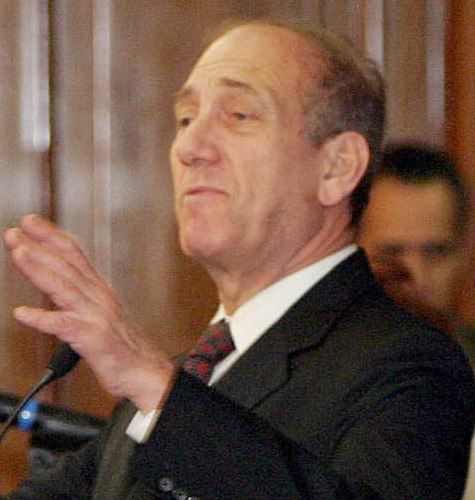
Ehud Olmert v roce 2005

Ehud Olmert, který převzal po Arielu Šaronovi vedení strany Kadima, vedl stranu do předčasných voleb v březnu 2006. Volby do 17. Knesetu se konaly 28. března 2006 a přestože se mluvilo o historických volbách, volební účast byla nejnižší v historii země. Favorizovaná Kadima nakonec získala méně hlasů, avšak i to ji stačilo pro vítězství. Celkem získala 29 ze 120 křesel (tj. 22%) a stala se tak nejsilnější politickou stranou v zemi.
Olmert sestavil koalici sestávající ze Strany práce, sefardské strany Šas a strany důchodců Gil. Seznam ministrů schválil Kneset 4. května 2006. Vláda měla celkem 25 členů a ministerská křesla byla následovně rozděleny mezi jednotlivé strany: Kadima – 12 křesel, Strana práce – 7 křesel, Šas – 4 křesla a Gil – 2 křesla.
Začátkem téhož roku, 25. ledna, proběhly volby v Palestinské autonomii, které měly vliv na polarizaci palestinské společnosti a vývoj v oblasti. Vítězem se totiž nečekaně stalo radikální hnutí Hamas. Takový výsledek nečekala druhá nejsilnější strana – hnutí Fatah, která se s Hamasem nedohodla na společné vládě. Vyvstal zároveň problém, že státy světa odmítly spolupracovat s teroristickou organizací a rovněž Izrael reagoval tak, že zadržel veškeré celní poplatky na palestinské zboží. To mělo v důsledku za následek, že orgány palestinské autonomie přestaly vyplácet platy svým zaměstnancům, což jednak polarizovalo palestinskou společnost a jednak tím zásadně vzrostla nespokojenost. Posílení pozic Hamasu v Pásmu Gazy jenom vyostřilo napětí mezi Palestinou a Izraelem.

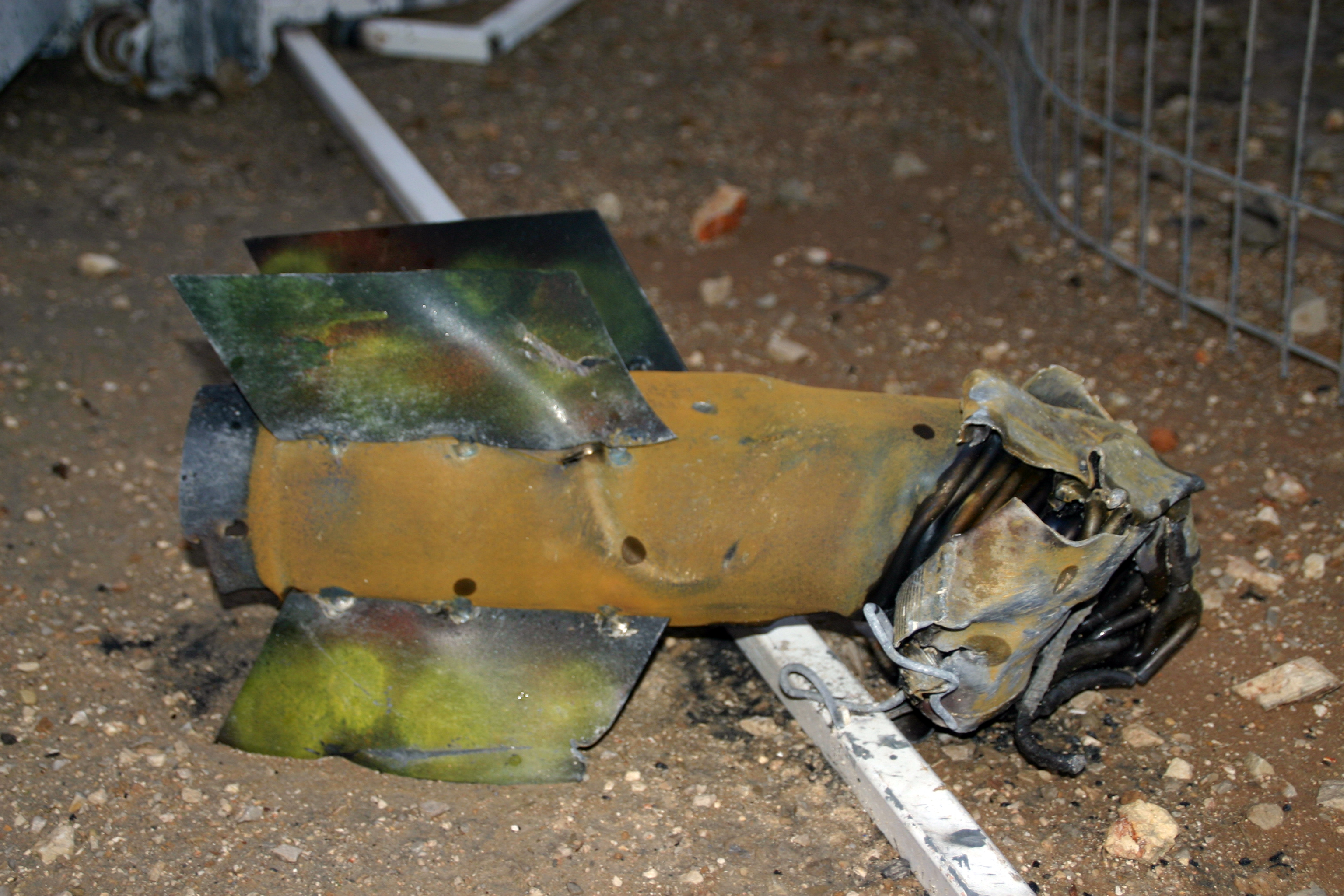
Raketa Kassám vypálená z Pásma Gazy, která dopadla na město Aškelon v listopadu 2006

Militantní větev Hamasu a Palestinský islámský džihád zvýšili počet vystřelených raket Kassám, které každý den odpaluje na jihoizraelské město Sderot. K 23. květnu 2007 dopadlo na Sderot celkem 6 311 raket. Tyto podomácku vyráběné střely, navzdory své velké nepřesnosti, způsobují úmrtí a zranění (mezi lety 2001 a 2007 usmrtily 12 Izraelců), stejně jako závažné škody na budovách a majetku, psychické problémy a emigraci z města. Izraelská vláda instalovala varovný systém „Rudý poplach“ (Šachar Adom‎), který má varovat občany před blížícím se raketovým útokem. Systém dává obyvatelům přibližně 10–15 sekund na ukrytí před tím, než dopadnou rakety. Tyto útoky vyvolávají tvrdé vojenské odvety izraelské armády a podle izraelské nevládní organizace B'Tselem bylo mezi zářím 2005 a červnem 2006 na území Pásma Gazy vypáleno 9000 dělostřeleckých salv.
K vyostření konfliktu došlo 25. června 2006, kdy ozbrojenci z hnutí Hamas zajali desátníka izraelské armády Gilada Šalita. Izraelská armáda v reakci na tento únos zahájila mohutnou vojenskou operaci v Pásmu Gazy. Kromě hledání vojáka však docházelo i k ničení palestinské infrastruktury. Krátce po únosu Šalita zaútočili vojáci Hizballáhu z Libanonu ráno 12. července raketami a minomety na severoizraelské město Šalomi a přilehlé vojenská stanoviště, což stálo život 5 civilistů. Při pozemním útoku na dvě hlídkující izraelské vozidla Hizballáh zabil tři vojáky a dva zajal. Izrael na útoky reagoval slovy, že se jedná o válečný akt a v reakci na tyto útoky podnikl rozsáhlou operací a bombardování jižní části země, které se vyvinuly v Druhou libanonskou válku (Milchemet Levanon Ha-Šnija‎). Válka se vyznačovala neustálým bombardováním libanonských cílů. Zároveň byl ze strany Hizballáhu ostřelován sever Izraele, na nějž dopadlo až 4 000 raket. Přibližně 23% z nich zasáhly civilní cíle. Cílem raket Hizballáhu byly hlavně větší izraelská města jako např. Haifa, Chadera, Nazaret, Tiberias, Safed, atp. Izrael byl obviňován, že při bojích použil i kontroverzní zbraně, jako např. kazetové bomby či bílý fosfor. Konflikt trval několik týdnů a z iniciativy OSN bylo nakonec 14. srpna uzavřeno příměří. Za vítěze války se považovaly obě strany. Velká část Libanonu byla po konfliktu zničena a hospodářství utrpělo velké škody. V Izraeli však zaznívaly silné hlasy kritizující neschopnost Ehuda Olmerta a jeho ministra obrany Amira Perece. Jedna z nejkritizovanějších věcí byla, že rozkaz k pozemní invazi byl vydán na samém konci války, namísto na jejím začátku. K prošetření postupů premiéra, ministra obrany a vojenských velitelů byla jmenována Winogradova komise, která zmiňuje nedostatky v organizaci pozemních sil, nesprávnost provedení ofenzivy, kterou však označila za nutnost nebo např. vyzdvihuje úspěchy vzdušných sil. Z nekompetentnosti a neschopnosti vést Izrael obvinil Olmerta předseda Likudu Benjamin Netanjahu.
Po válce přizval Ehud Olmert v listopadu 2006 do vlády krajně pravicovou stranu Jisra'el Bejtejnu („Náš domov Izrael“). To změnilo počet ministerských křesel, které si držely jednotlivé strany. Nově tedy strany získaly: Kadima 11 křesel, Strana práce 6 křesel, Šas 4 křesla, Gil 2 křesla a Jisra'el Bejtejnu 2 křesla. V září 2007 vládu rozšířil nový ministr za Stranu práce. Jisra'el Bejtejnu opustila koalici 16. ledna 2008 na protest proti mírovým rozhovorům s Palestinskou národní autonomií.
Závažným problémem je také nejednota palestinského vedení, kterou zapříčinil střet mezi nacionalistickým hnutím Fatah a islamistickým hnutím Hamas. Na přelomu let 2006 a 2007 probíhaly v Pásmu Gazy tvrdé boje mezi Palestinci, které se svým rozsahem blížily občanské válce. V únoru 2007 pozval zástupce obou stran saúdskoarabský král Abdalláh do Mekky, kde po složitých dohodách dospěli k dohodě o příměří a následně byla vytvořena Vláda národní jednoty. Existují však frakce obou stran, nad nimiž vedení organizace nemá kontrolu a tak v průběhu roku 2007 probíhaly další střety v Pásmu Gazy, které dospěly k převzetí moci Hamasem. Prezident Mahmúd Abbás na tento krok reagoval rozpuštěním vlády národní jednoty a vyhlášením výjimečného stavu. Novým premiérem pak jmenoval Saláma Fajjáda. Jeho jmenování však neuznal Hamas a tak v současné době neexistuje jednotné palestinské vedení a funguje dvojvládí ve kterém Západní břeh Jordánu ovládá hnutí Fatah a Pásmo Gazy hnutí Hamas. Hnutí Fatah je pak proti Hamasu podporováno samotným Státem Izrael.